# Marcel Proust
« Proust » redirige ici. Pour les autres significations, voir Proust (homonymie).
Marcel Proust, né le 10 juillet 1871 à Paris et mort le 18 novembre 1922 dans la même ville, est un écrivain français, dont l'œuvre principale est la suite romanesque intitulée À la recherche du temps perdu, publiée entre 1913 et 1927.
Issu d'une famille aisée et cultivée, d'origine juive par sa mère, catholique par son père (professeur de médecine à Paris), Marcel Proust est un enfant de santé fragile, et il a toute sa vie de graves difficultés respiratoires causées par l'asthme. Très jeune, il fréquente des salons aristocratiques où il rencontre artistes et écrivains, ce qui lui vaut une réputation de dilettante mondain. Profitant de sa fortune, il n'a pas d'emploi et entreprend en 1895 un roman qui reste à l'état de fragments (publiés posthumément en 1952 sous le titre Jean Santeuil). En 1900, il abandonne son projet et voyage à Venise et Padoue pour découvrir les œuvres d'art, en suivant les pas de John Ruskin, sur qui il publie des articles et dont il traduit deux livres : La Bible d'Amiens et Sésame et les Lys.
C'est en 1907 que Marcel Proust commence l'écriture de son grand œuvre À la recherche du temps perdu dont les sept tomes sont publiés entre 1913 (Du côté de chez Swann) et 1927, c'est-à-dire en partie après sa mort ; le deuxième volume, À l'ombre des jeunes filles en fleurs, obtient le prix Goncourt en 1919. Marcel Proust meurt épuisé en 1922, d'une bronchite mal soignée : il est inhumé au cimetière du Père-Lachaise à Paris, accompagné par une assistance nombreuse qui salue un écrivain d'importance et que les générations suivantes placent au plus haut en faisant de lui un mythe littéraire.
L'œuvre romanesque de Marcel Proust est une réflexion majeure sur le temps et la mémoire affective comme sur les fonctions de l'art qui doit proposer ses propres mondes, mais c'est aussi une réflexion sur l'amour et la jalousie, avec un sentiment de l'échec et du vide de l'existence qui colore en gris la vision proustienne où l'homosexualité tient une place importante. La Recherche constitue également une vaste comédie humaine de plus de deux cents personnages. Proust recrée des lieux révélateurs, qu'il s'agisse des lieux de l'enfance dans la maison de tante Léonie à Combray ou des salons parisiens qui opposent les milieux aristocratiques et bourgeois, ces mondes étant évoqués d'une plume parfois acide par un narrateur à la fois captivé et ironique. Ce théâtre social est animé par des personnages très divers dont Proust ne dissimule pas les traits comiques : ces figures sont souvent inspirées par des personnes réelles, ce qui fait d’À la recherche du temps perdu en partie un roman à clef et le tableau d'une époque. La marque de Proust est aussi dans son style aux phrases souvent très longues, qui suivent la spirale de la création en train de se faire, cherchant à atteindre une totalité de la réalité qui échappe toujours.

## Biographie

### Famille et enfance

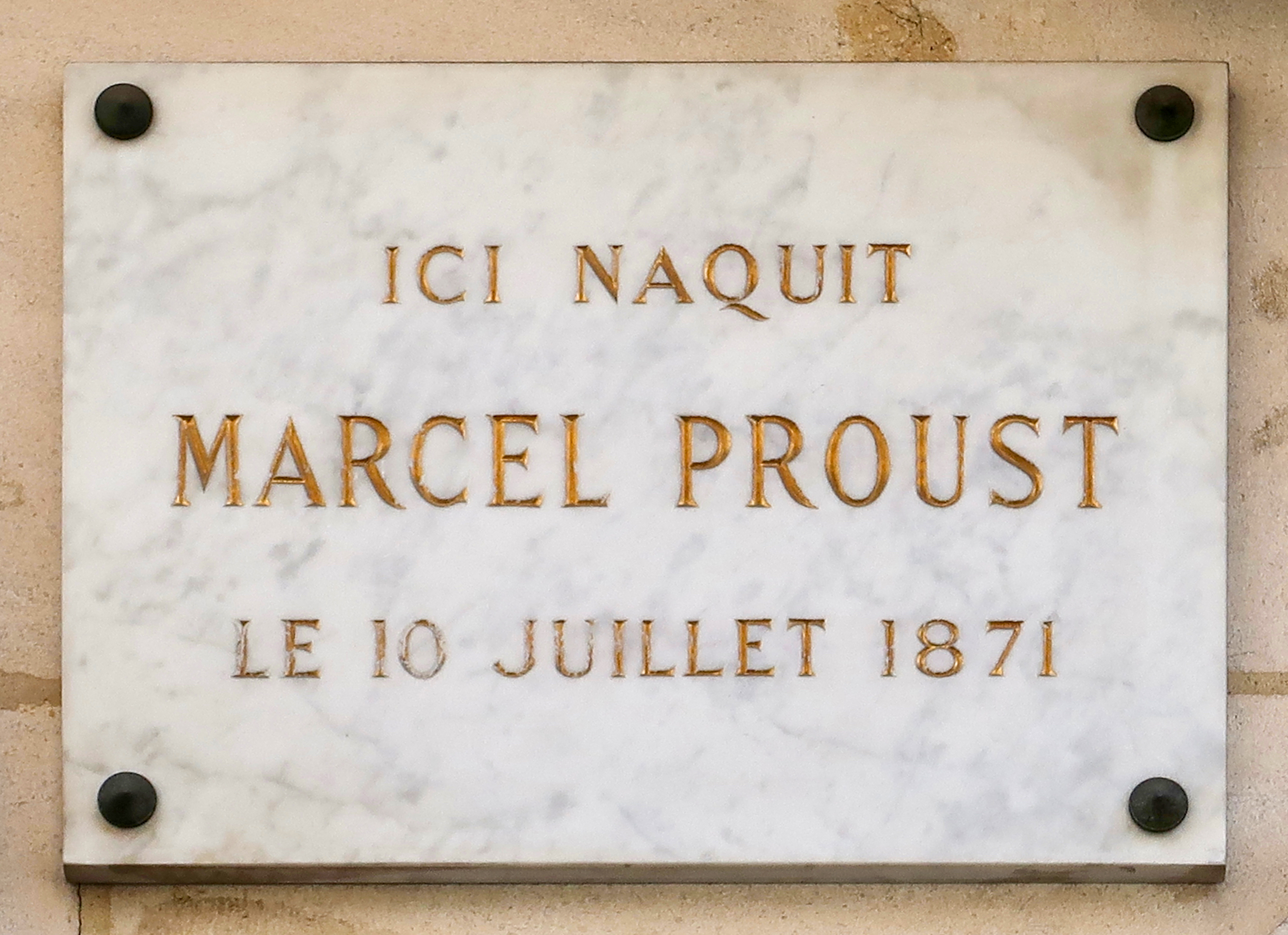
Plaque commémorative de la rue La Fontaine à Paris.

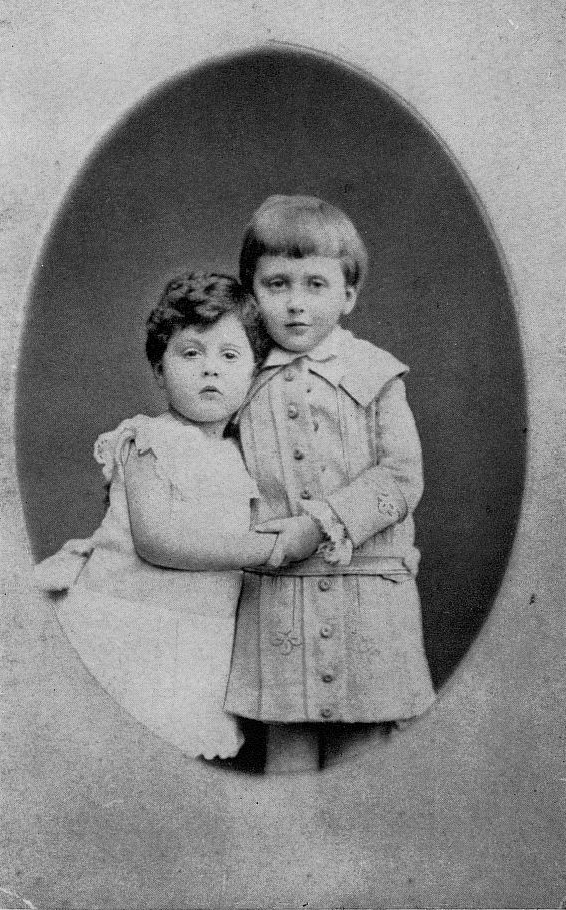
Robert et Marcel Proust, mars 1876.

Marcel Proust naît à Paris (quartier d'Auteuil dans le 16e arrondissement), dans la maison de son grand-oncle maternel, Louis Weil, au 96, rue La Fontaine. Cette maison fut vendue puis détruite pour construire des immeubles, eux-mêmes démolis lors du percement de l'avenue Mozart.
Sa mère, née Jeanne Clémence Weil (Paris, 1849 - id., 1905), fille de Nathé Weil (Paris, 1814 - id., 1896), un agent de change et de Adèle Berncastel (Paris, 1824 - id., 1890), appartient à une famille de la grande bourgeoisie juive dont certains membres jouent un rôle important dans l'histoire du judaïsme français, notamment un oncle de Mme Proust : Godchaux Weil, alias Ben Lévi, un écrivain célèbre dans la communauté juive, et Adolphe Crémieux, président de l'Alliance israélite universelle et ancien ministre, grand-oncle et témoin de mariage de Mme Proust. Celle-ci, issue d'un milieu très cultivé, apporte à son fils une culture profonde, avec une affection parfois envahissante.
Son père, le Dr Adrien Proust (Illiers, 1834 - Paris, 1903), fils de François Proust (1800-1801 - Illiers, 1855), un commerçant prospère d'Illiers (Eure-et-Loir) et de Virginie née Catherine Virginie Torcheux (Cernay, 1809 - Illiers, 1889), est professeur à la faculté de médecine de Paris après avoir commencé ses études au séminaire, et un grand hygiéniste, conseiller du gouvernement pour la lutte contre les épidémies. Marcel a un frère cadet, Robert, né le 24 mai 1873 (mort en 1935), qui devient chirurgien. Son parrain est le collectionneur d'art Eugène Mutiaux.
Sa vie durant, Marcel a attribué sa santé fragile aux privations subies par sa mère au cours de sa grossesse, pendant le siège de 1870, puis pendant la Commune de Paris,. C'est pour se protéger des troubles entraînés par la Commune et sa répression que ses parents ont cherché refuge à Auteuil. L'accouchement est difficile, mais les soins paternels sauvent le nouveau-né.

« Peu avant la naissance de Marcel Proust, pendant la Commune, le docteur Proust avait été blessé par la balle d'un insurgé, tandis qu'il rentrait de l'hôpital de la Charité. Madame Proust, enceinte, se remit difficilement de l'émotion qu'elle avait éprouvée en apprenant le danger auquel venait d'échapper son mari. L'enfant qu'elle mit au monde bientôt après naquit si débile que son père craignit qu'il ne fût point viable. On l'entoura de soins ; il donna les signes d'une intelligence et d'une sensibilité précoces, mais sa santé demeura délicate. »

Sa santé est fragile et le printemps devient pour lui la plus pénible des saisons. Les pollens libérés par les fleurs dans les premiers beaux jours provoquent chez lui de violentes crises d'asthme. À 9 ans, alors qu'il rentre d'une promenade au bois de Boulogne avec ses parents, il étouffe, sa respiration ne revient pas, son père le voit mourir. Un ultime sursaut le sauve. Voilà maintenant la menace qui plane sur l'enfant, et sur l'homme plus tard : la mort peut le saisir dès le retour du printemps, à la fin d'une promenade, n'importe quand, si une crise d'asthme est trop forte.
Bien que réunissant les conditions pour faire partie de deux religions, fils d'un père catholique et d'une mère juive qui refusa de se convertir au christianisme par égard pour ses parents, lui-même baptisé à l'église Saint-Louis-d'Antin à Paris, Marcel Proust a revendiqué son droit de ne pas se définir par rapport à une religion (en tout cas, pas la religion juive), mais il écrit être catholique et ses funérailles eurent bien lieu à l'église. Néanmoins, dans sa correspondance, on peut lire qu'il n'était « pas croyant ». Dreyfusard convaincu, il fut sensible à l'antisémitisme prégnant de son époque et subit lui-même les assauts antisémites de certaines plumes célèbres.

Le jeune Marcel Proust et ses proches
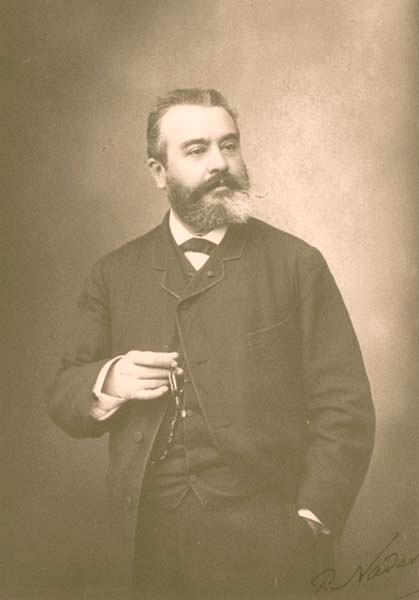
Son père, le Dr Adrien Proust, vers 1890.
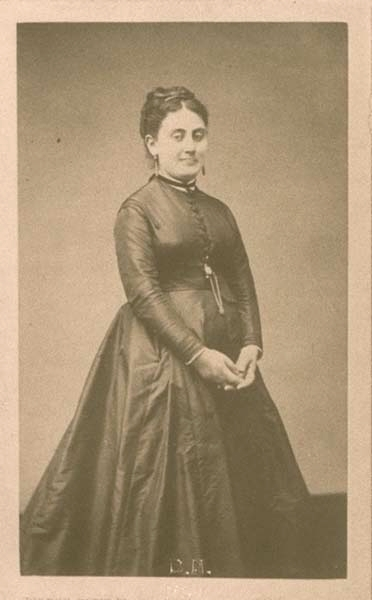
Sa mère, Jeanne, 1890.
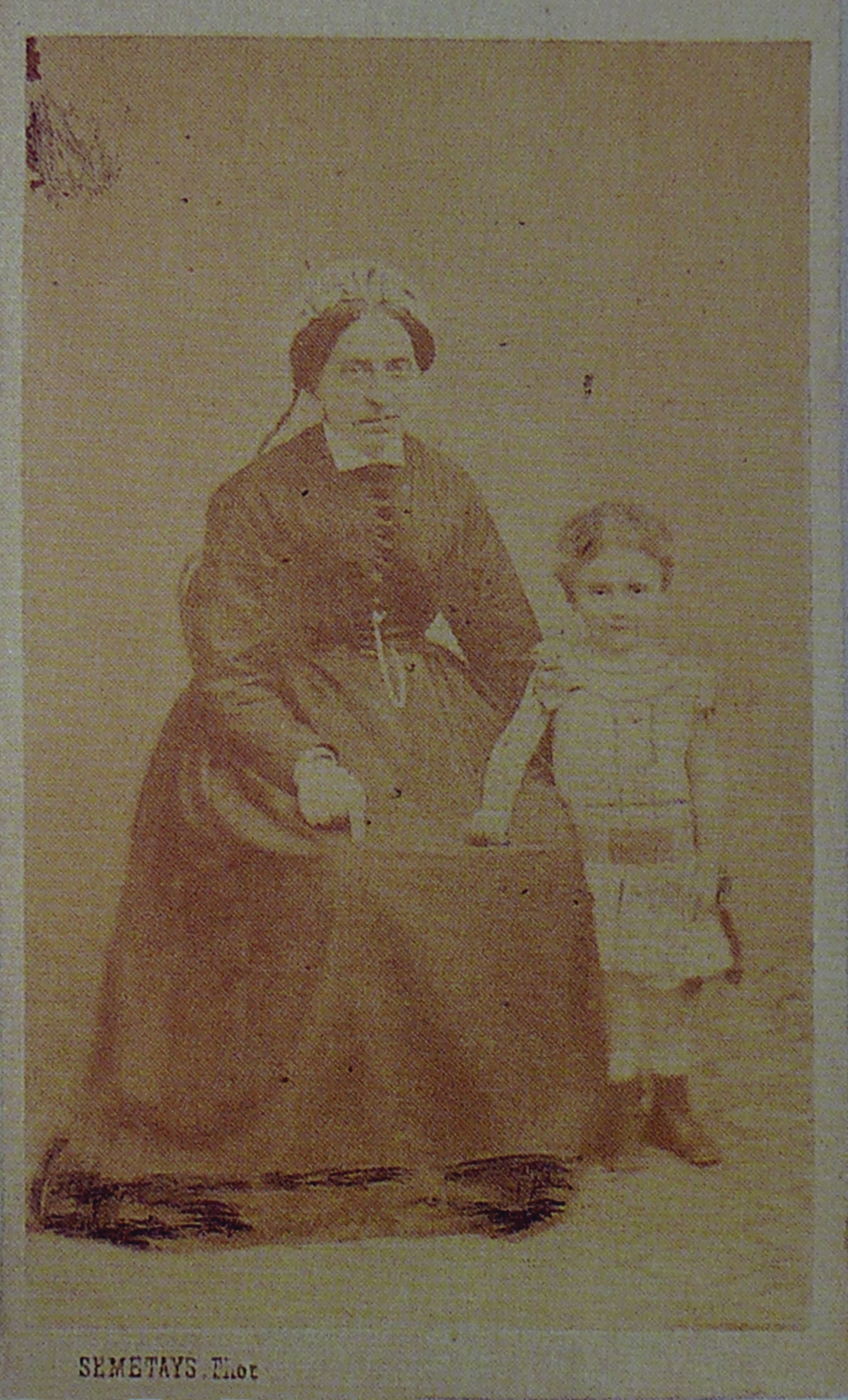
Marcel et sa nourrice, vers 1875.
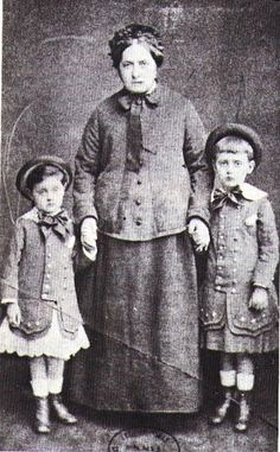
Les frères Proust et leur grand-mère paternelle Virginie Proust, vers 1876.
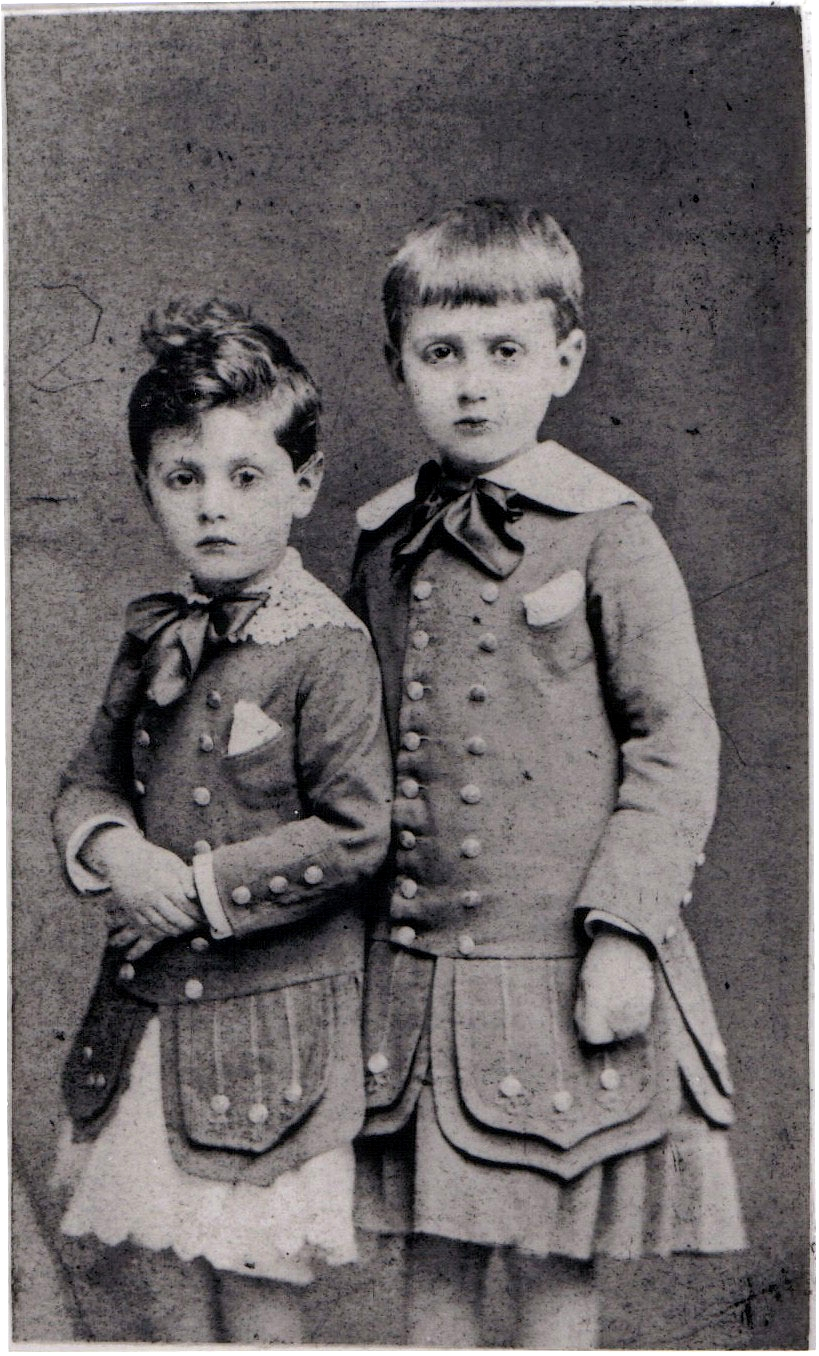
Robert son frère et Marcel, vers 1876.
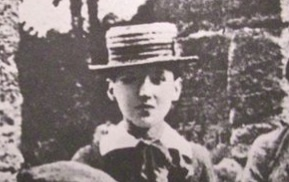
Marcel, 1880.
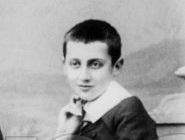
Marcel, vers 1885.
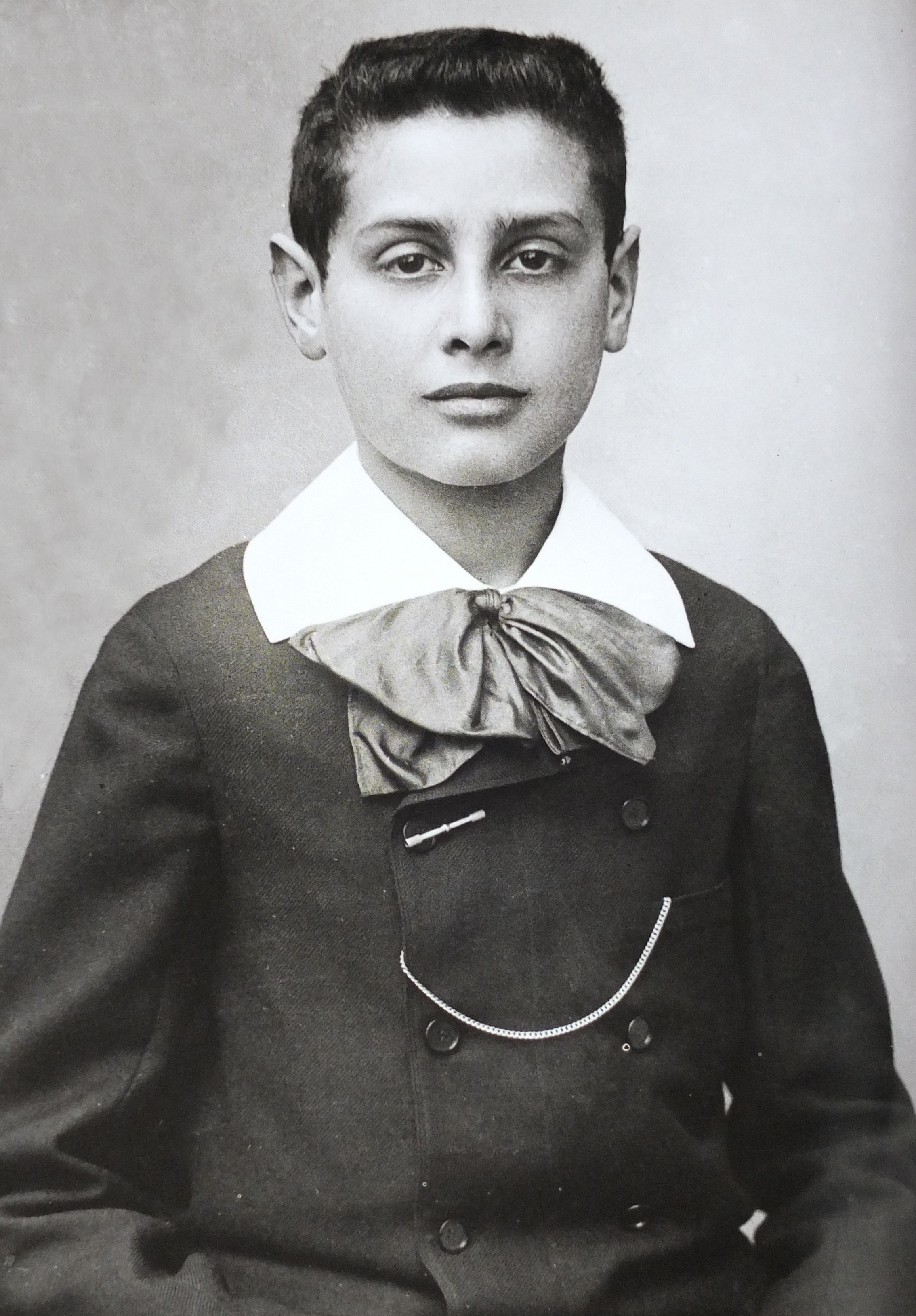
Son frère Robert, vers 1887.

### Années de jeunesse

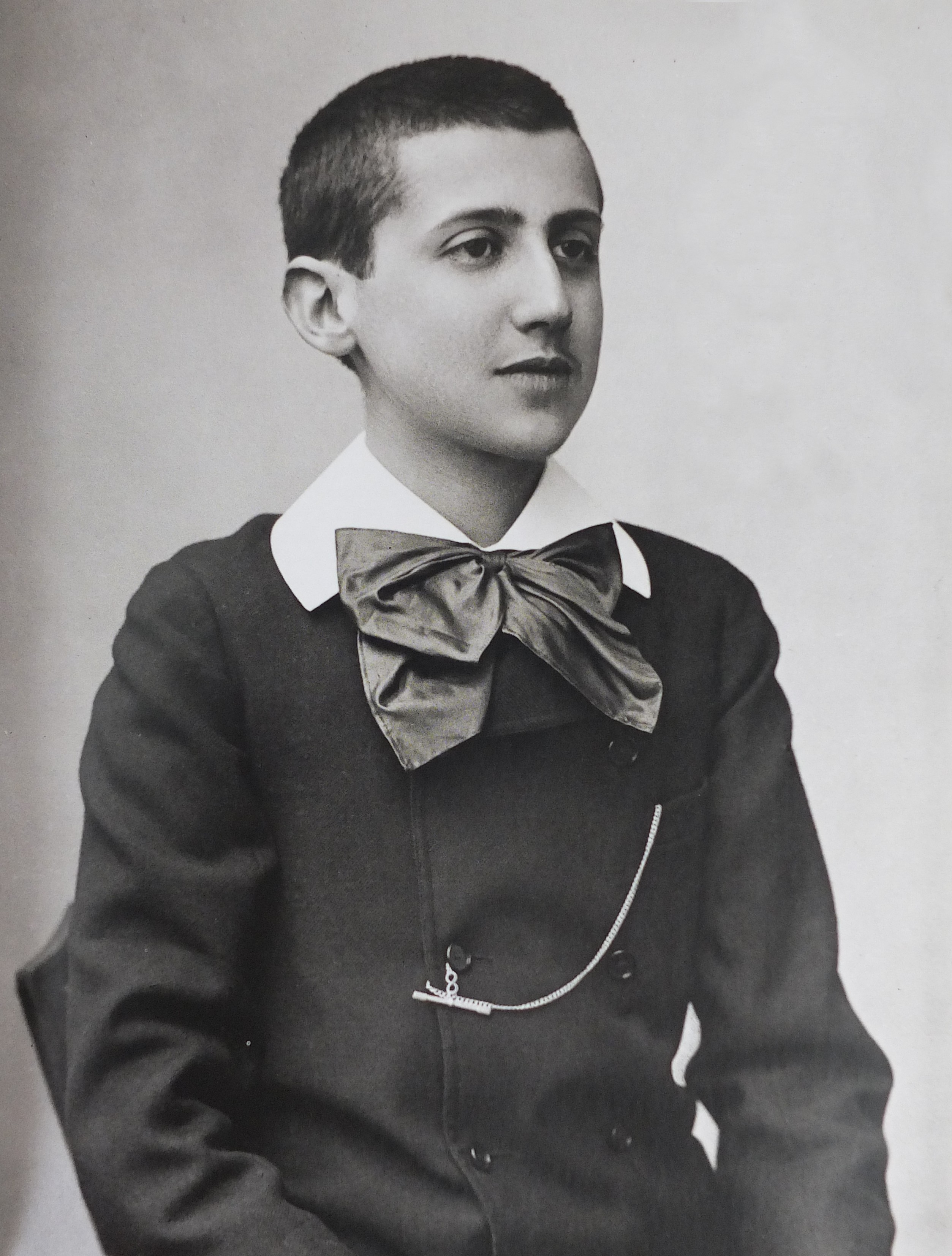
Marcel Proust à 15 ans en mars 1887, photographié par Paul Nadar.

Il est au début élève d'un petit cours primaire, le cours Pape-Carpantier, où il a pour condisciple Jacques Bizet, le fils du compositeur Georges Bizet (décédé en 1875) et de son épouse Geneviève Halévy. Celle-ci tient d'abord un salon chez son oncle, où se réunissent des artistes, puis, lorsqu'elle se remarie en 1886 avec l'avocat Émile Straus, tient son propre salon, dont Proust sera un habitué.

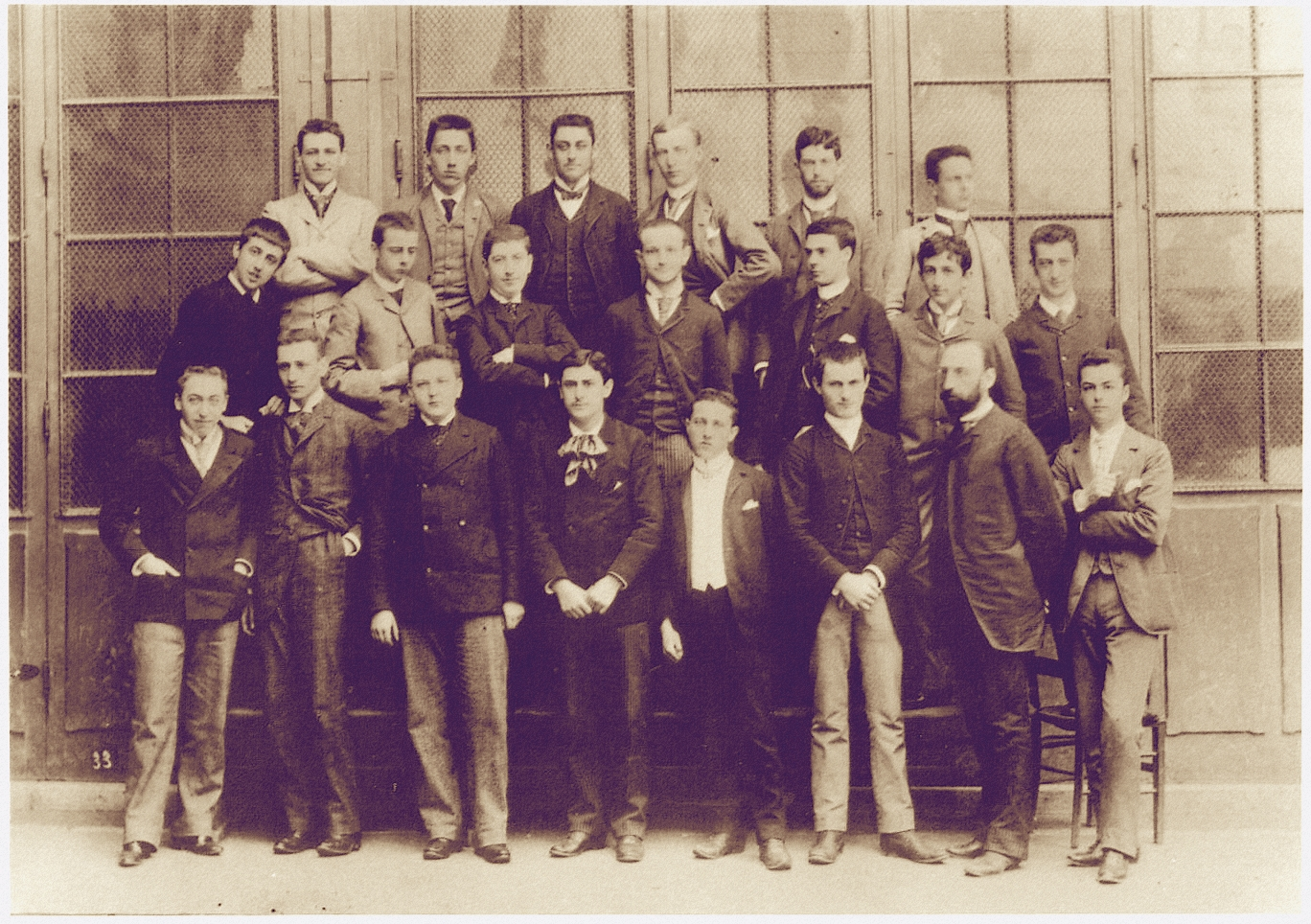
Marcel Proust au 2e rang, le 1er à gauche, au lycée Condorcet, 1888-1889.

Marcel Proust étudie ensuite à partir de 1882 au lycée Condorcet. Il redouble sa classe de cinquième et est inscrit au tableau d'honneur pour la première fois en décembre 1884. Il est souvent absent à cause de sa santé fragile, mais il connaît déjà Victor Hugo et Musset par cœur, comme dans Jean Santeuil. Il est l'élève en philosophie d'Alphonse Darlu, et il se lie d'une amitié exaltée à l'adolescence avec Jacques Bizet. Il est aussi ami avec Fernand Gregh, Jacques Baignères et Daniel Halévy (le cousin de Jacques Bizet), avec qui il écrit dans des revues littéraires du lycée.

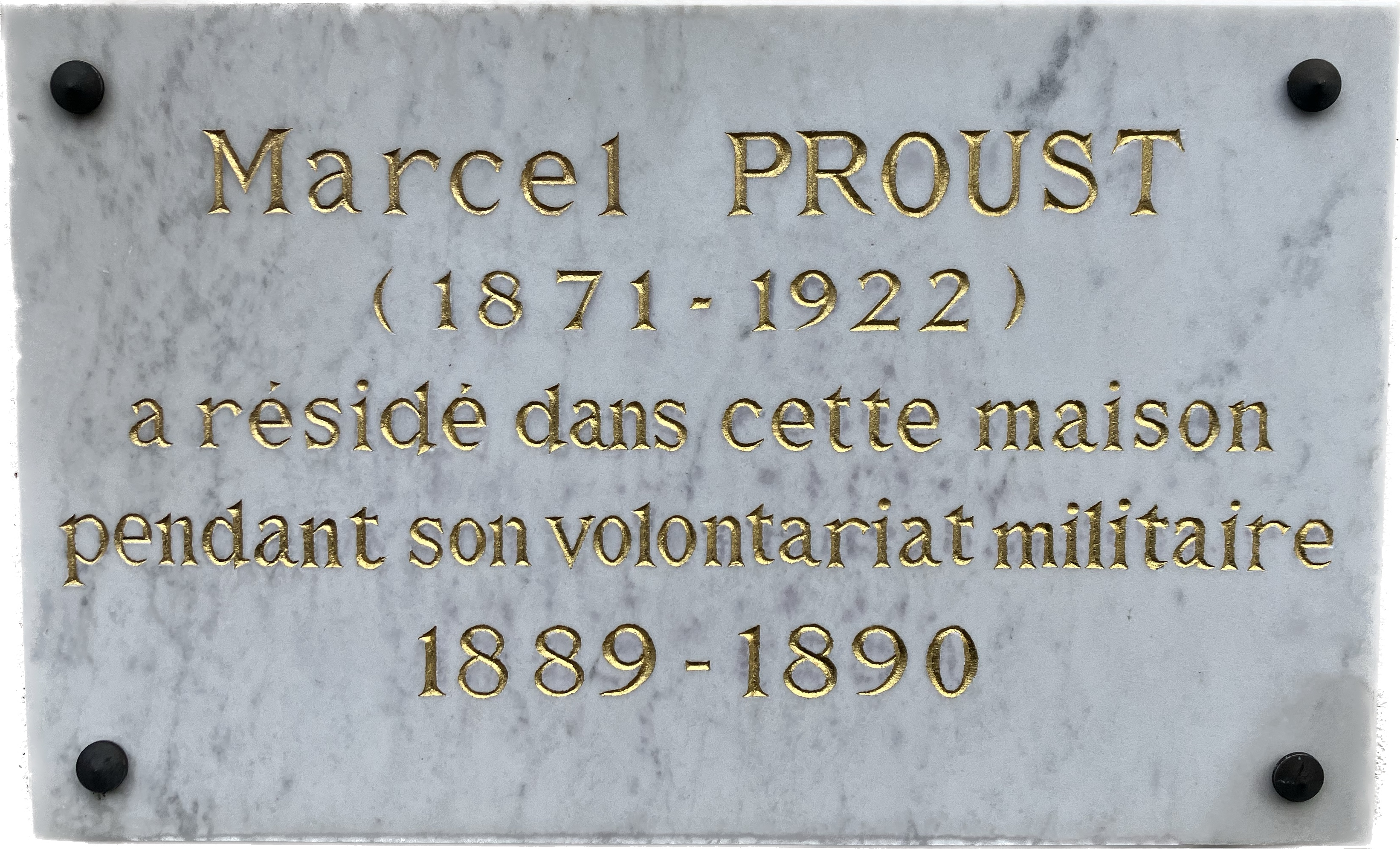
Plaque au 92 rue du faubourg Bannier à Orléans, où il résida durant son service militaire.

Le premier amour d'enfance et d'adolescence de l'écrivain est Marie de Benardaky, fille d'un diplomate polonais, sujet de l'Empire russe, avec qui il joue dans les jardins des Champs-Élysées, le jeudi après-midi, avec Antoinette et Lucie Félix-Faure Goyau, filles du futur président de la République, Léon Brunschvicg, Paul Bénazet ou Maurice Herbette. Il cessa de voir Marie de Benardaky en 1887, les premiers élans pour aimer ou se faire aimer par quelqu'un d'autre que sa mère avaient donc échoué. C'est la première « jeune fille », de celles qu'il a tenté de retrouver plus tard, qu'il a perdue.

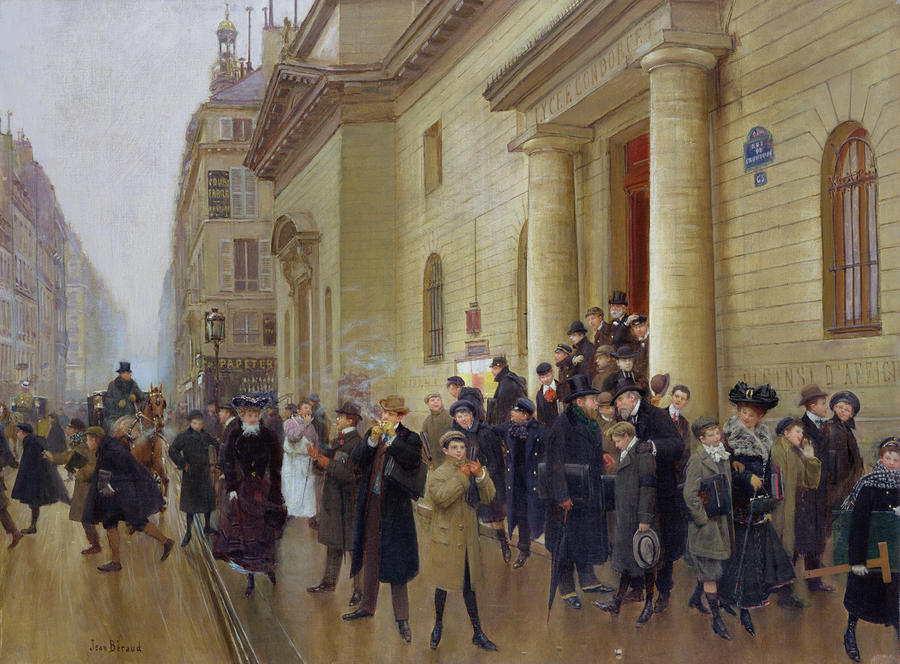
Jean Béraud, La Sortie du lycée Condorcet (vers 1903), Paris, musée Carnavalet.

Les premières tentatives littéraires de Proust datent des dernières années du lycée. Plus tard, en 1892, Gregh fonde une petite revue, avec ses anciens condisciples de Condorcet, Le Banquet, dont Proust est le contributeur le plus assidu. Commence alors sa réputation de snobisme, car il est introduit dans plusieurs salons parisiens et entame son ascension mondaine. Il est ami un peu plus tard avec Lucien Daudet, fils du romancier Alphonse Daudet, qui a six ans de moins que lui. L'adolescent est fasciné par le futur écrivain. Ils se sont rencontrés au cours de l'année 1895. Jean Lorrain, dans une chronique perfide du Journal, fait une allusion à leur liaison, au moins sentimentale : Proust et Lorrain s'affrontent en duel au pistolet le 6 février 1897 dans les bois de Meudon, sans conséquences.

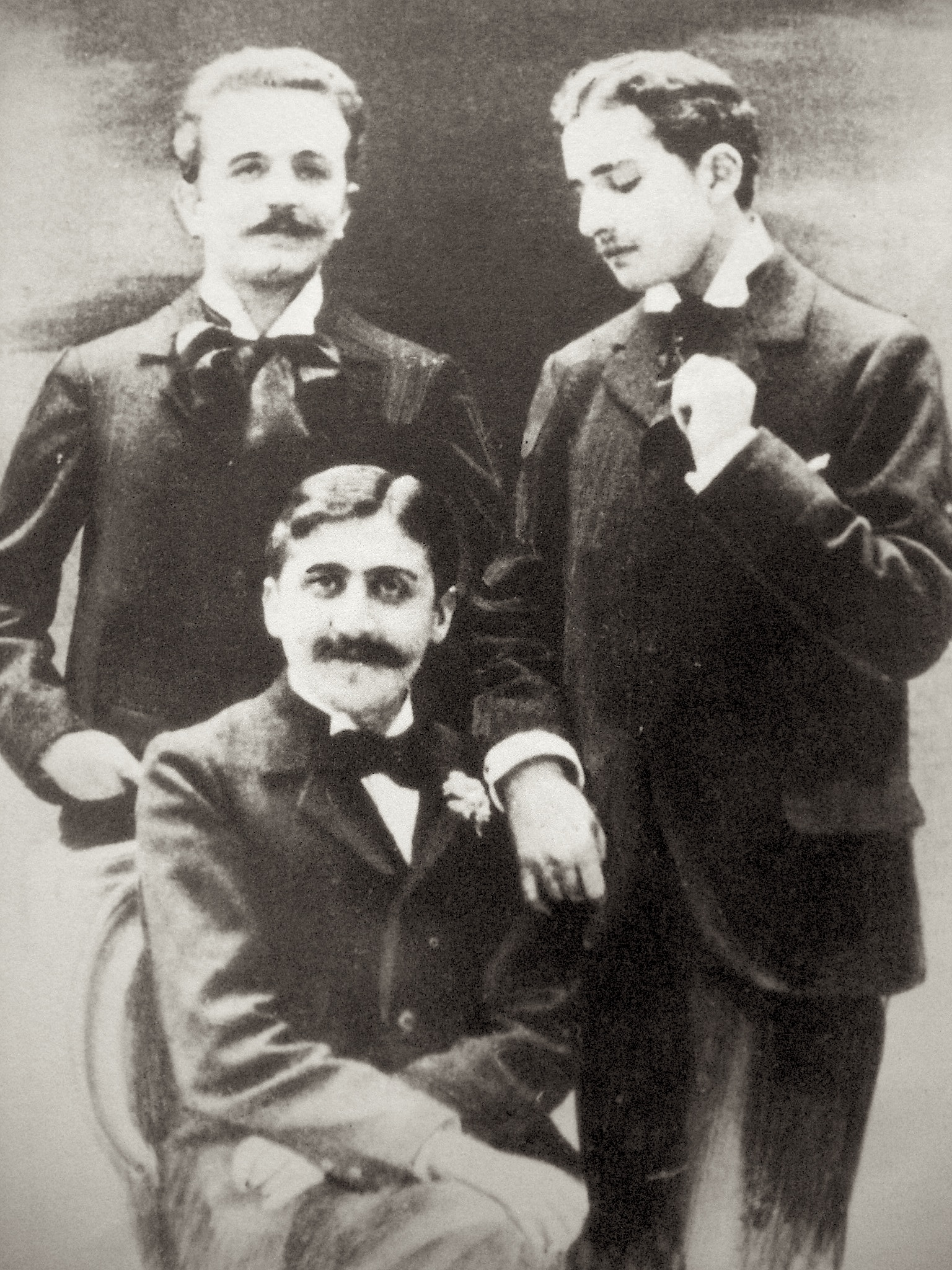
De gauche à droite : Robert de Flers, Marcel Proust et Lucien Daudet, vers 1894.

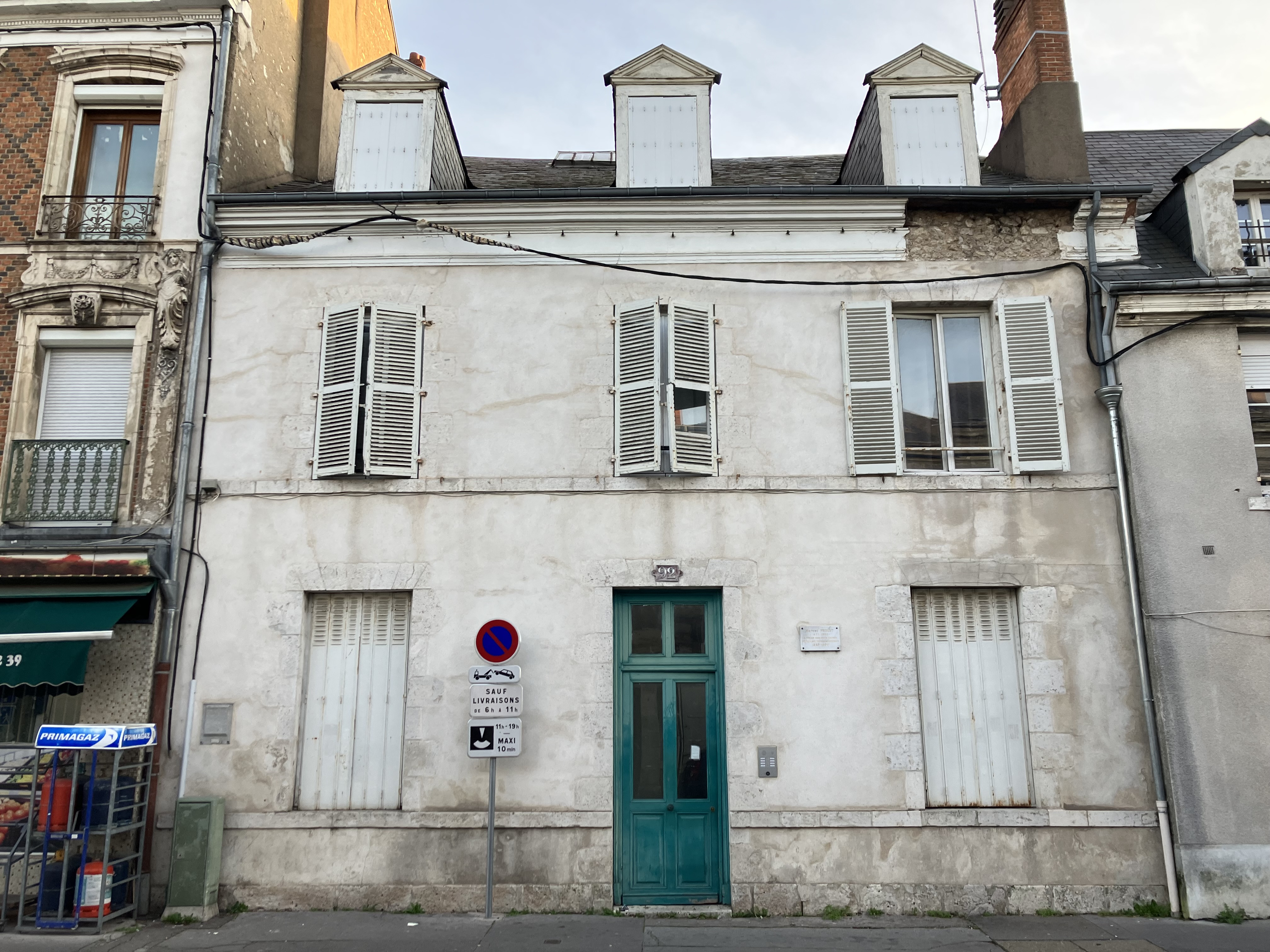
Maison au 92 rue du Faubourg Bannier (Orléans) où réside Proust durant son service militaire.

Proust devance l'appel sous les drapeaux et accomplit son service militaire en 1889-1890 à Orléans, au 76e régiment d'infanterie, et en garde un souvenir heureux. Il devient ami avec Robert de Billy. C'est à cette époque qu'il fait connaissance à Paris de Gaston Arman de Caillavet, qui devient un ami proche, et de la fiancée de celui-ci, Jeanne Pouquet, dont il est amoureux. Il s'inspire de ces relations pour les personnages de Robert de Saint-Loup et de Gilberte. Il est aussi introduit au salon de Madame Arman de Caillavet à qui il reste attaché, jusqu'à la fin et qui lui fait connaître le premier écrivain célèbre de sa vie, Anatole France (modèle de Bergotte).
Rendu à la vie civile, il suit à l'École libre des sciences politiques les cours d'Albert Sorel (qui le juge « fort intelligent » lors de son oral de sortie) et d'Anatole Leroy-Beaulieu. Il sort de l'école en 1890 de la section diplomatique, non diplômé. Il propose à son père de passer les concours diplomatiques ou celui de l'École des chartes. Plutôt attiré par la seconde solution, il écrit au bibliothécaire du Sénat, Charles Grandjean, et décide dans un premier temps de s'inscrire en licence à la Sorbonne, où il suit les conférences d'Henri Bergson (même s'il lui enseignait encore au lycée Henri-IV), son cousin par alliance, au mariage duquel il est garçon d'honneur et dont l'influence sur son œuvre a été parfois jugée importante, ce dont Proust s'est toujours défendu. Marcel Proust obtient d'abord une licence de droit, puis une licence es lettres en philosophie en mars 1895,,,.
En 1896, il publie Les Plaisirs et les Jours, un recueil de poèmes en prose, portraits et nouvelles dans un style fin de siècle, illustré par Madeleine Lemaire, dont Proust fréquente le salon, salon où il fait la connaissance de Reynaldo Hahn, élève de Jules Massenet, qui vient chanter ses Chansons grises au printemps 1894. C'est également chez Madeleine Lemaire, au château de Réveillon, que Proust, qui a 23 ans, et Reynaldo Hahn, qui vient d'avoir 20 ans, passent une partie de l'été 1894. Le livre passe à peu près inaperçu et la critique l'accueille avec sévérité — notamment l'écrivain Jean Lorrain, réputé pour la férocité de ses jugements. Il en dit tant de mal qu'il se retrouve au petit matin sur un pré, un pistolet à la main. Face à lui, également un pistolet à la main, Marcel Proust, avec pour témoin le peintre Jean Béraud. Tout se termine sans blessures, mais non sans tristesse pour l'auteur débutant. Ce livre vaut à Proust une réputation de mondain dilettante qui ne se dissipe qu'après la publication des premiers tomes d’À la recherche du temps perdu.

### Rédaction deJean Santeuil

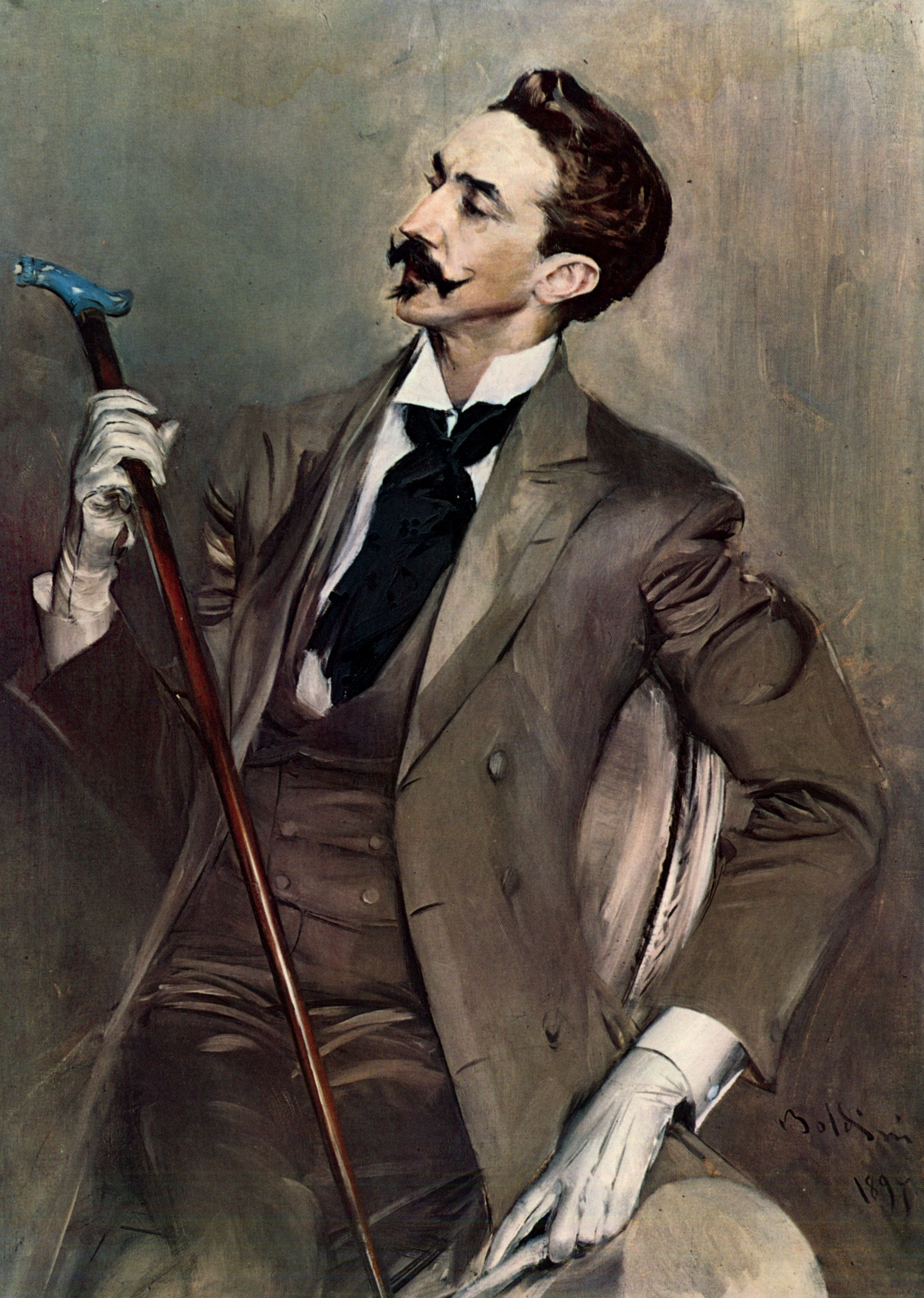
Giovanni Boldini, Le Comte Robert de Montesquiou (1897), Paris, musée d'Orsay.

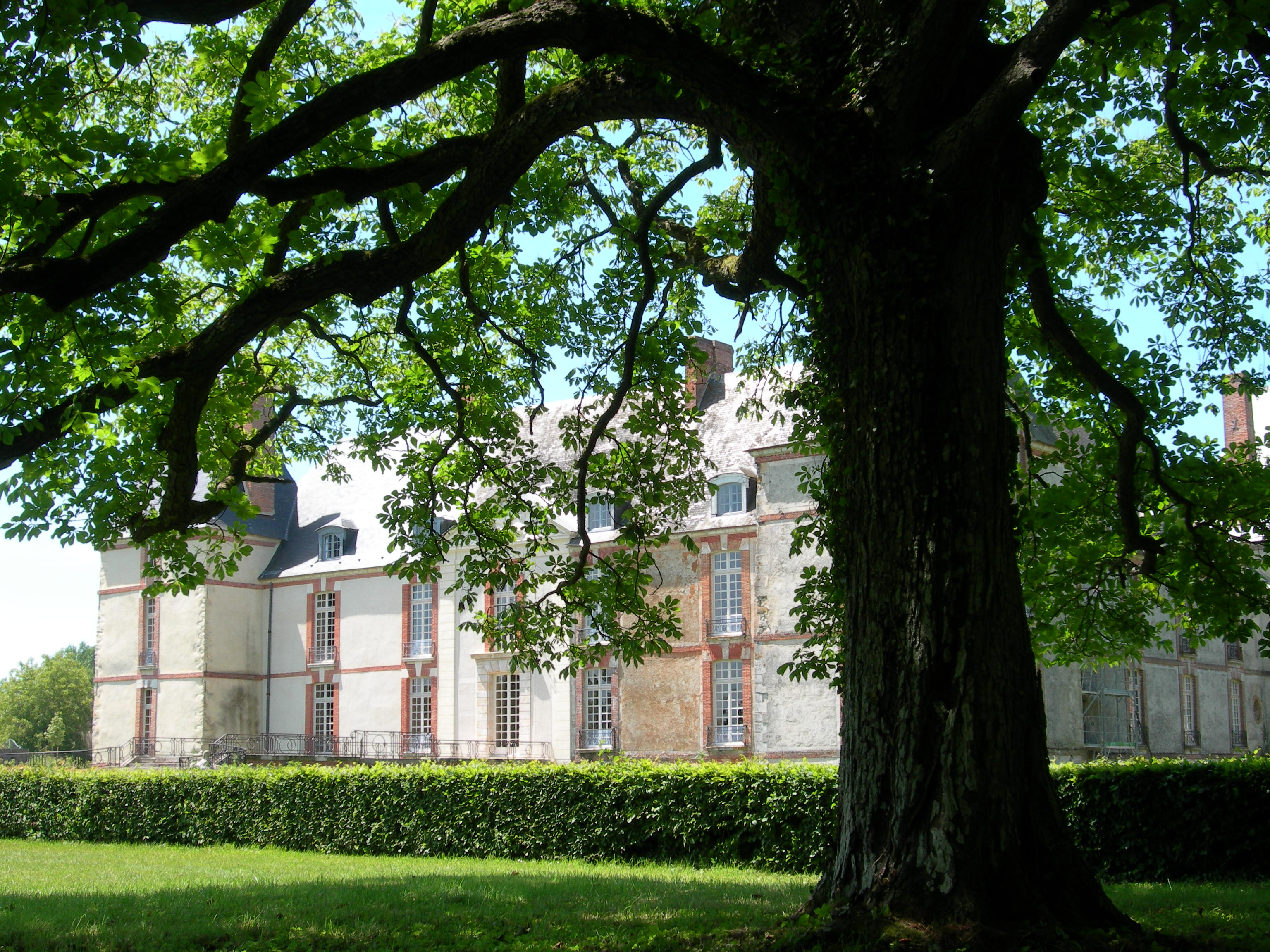
Le château de Réveillon de Madeleine Lemaire, où Proust fit deux longs séjours en 1894 et 1895. Ce lieu inspira des pages de Jean Santeuil et La Raspelière de Madame Verdurin.

La fortune familiale lui assure une existence facile et lui permet de fréquenter les salons de la grande bourgeoisie et de l'aristocratie du Faubourg Saint-Germain et du Faubourg Saint-Honoré afin de recueillir des matériaux en vue de son œuvre littéraire.
Il a 18 ans lorsqu'il accède au salon de Madame Straus grâce à l'amitié de son fils Jacques Bizet, qu'il fréquente depuis des années. Dans les lettres qu'il lui écrit, il lui déclare un « amour platonique » qu'il la supplie de considérer gentiment. Au cours des cinq années qui suivent, il devient un habitué de ce salon ouvert le dimanche. Il y rencontre des hommes du monde tel Charles Haas, futur modèle de Swann, ainsi que des musiciens, des peintres et des écrivains, notamment Guy de Maupassant, Georges de Porto-Riche.
Dès 1891, Proust aperçoit les limites de ce salon, lors du bal donné en mai 1891 par la princesse de Léon, auquel Mme Straus n'est pas invitée. Surtout, l'épisode des « souliers rouges », en mars 1892, lui révèle la duplicité et la superficialité des relations mondaines. Il reporte alors son aspiration à côtoyer la grande aristocratie sur Laure de Chevigné, à qui il consacre en mai 1892 un portrait extrêmement flatteur, mais il faudra plusieurs années avant que la flamboyante descendante du marquis de Sade daigne l'accepter dans son salon.
Il est présenté à Robert de Montesquiou en avril 1893, lors d'une réception donnée par Madeleine Lemaire pour fêter la sortie prochaine de son recueil de poèmes, Le Chef des odeurs suaves. Il le flatte abondamment : il écrit d'ailleurs que « la flatterie n'est parfois que l'épanchement de la tendresse » et admet avec ses amis avoir recours à la flagornerie par système. À l'invitation du comte, Proust entrera alors en correspondance avec lui. Il rédige à ce moment pour La Revue blanche un texte intitulé « Mondanité de Bouvard et Pécuchet » qui semble témoigner de son sentiment d'inadéquation à l'idée de pénétrer dans des salons véritablement aristocratiques. Le comte lui fera rencontrer, en 1894, la comtesse Greffulhe, cousine de Montesquiou et belle-mère de son ami Armand de Gramont, duc de Guiche. Il fréquentera aussi les salons d'Hélène Standish, née de Pérusse des Cars, de la princesse de Wagram, née Rothschild et de la comtesse d'Haussonville, etc. Il retire de ces rencontres des observations qu'il consigne sous la forme d'« études », de conte ou de critique de livre qu'il publie dans Le Banquet en 1892 et 1893. Geneviève Straus sera représentée sous les traits de Mme Marmet dans Jean Santeuil. Proust accumule ainsi le matériau nécessaire à la construction de son œuvre : une conscience plongée en elle-même, qui recueille tout ce que le temps vécu y a laissé intact, et se met à reconstruire, à donner vie à ce qui fut ébauches et signes. Lent et patient travail de déchiffrage, comme s'il fallait en tirer le plan nécessaire et unique d'un genre qui n'a pas de précédent, qui n'aura pas de descendance : celui d'une cathédrale du temps. Pourtant, rien du gothique répétitif dans cette recherche, rien de pesant, de roman - rien du roman non plus, pas d'intrigue, d'exposition, de nœud, de dénouement.
Le 29 juin 1895, il passe le concours de bibliothécaire à la Mazarine, il y fait quelques apparitions pendant les quatre mois qui suivent et demande finalement son congé. En juillet, il passe des vacances à Kreuznach, ville d'eau allemande, avec sa mère, puis une quinzaine de jours à Saint-Germain-en-Laye, où il écrit une nouvelle, « La Mort de Baldassare Silvande », publiée dans La Revue hebdomadaire, le 29 octobre suivant et dédicacée à Reynaldo Hahn. Il passe une partie de mois d'août avec Reynaldo Hahn chez Mme Lemaire dans sa villa de Dieppe. Ensuite, en septembre, les deux amis partent pour Belle-Île-en-Mer et Beg Meil. C'est l'occasion de découvrir les paysages décrits par Renan. Proust rentre à Paris mi-octobre.
C'est à partir de cet été 1895 qu'il entreprend la rédaction d'un roman qui relate la vie d'un jeune homme épris de littérature dans le Paris mondain de la fin du XIXe siècle. On y trouve notamment l'évocation des séjours faits en 1894 et 1895 par Proust à Réveillon, autre propriété de Mme Lemaire. Ce livre à forte teneur autobiographique, que l'on a intitulé posthumement Jean Santeuil, du nom du personnage principal, resta à l'état de fragments manuscrits, qui furent découverts et édités en 1952 par Bernard de Fallois.
L'influence de son homosexualité sur son œuvre semble pour sa part importante, puisque Marcel Proust sera l'un des premiers romanciers européens à traiter ouvertement de l'homosexualité (masculine et féminine) dans ses écrits, plus tard. Pour l'instant, il n'en fait aucunement part à ses intimes, même si sa première liaison (avec Reynaldo Hahn) date de cette époque.
Léon Daudet décrit Proust arrivant au restaurant Weber vers 1905 :

« Vers sept heures et demie arrivait chez Weber un jeune homme pâle, aux yeux de biche, suçant ou tripotant une moitié de sa moustache brune et tombante, entouré de lainages comme un bibelot chinois. Il demandait une grappe de raisin, un verre d'eau et déclarait qu'il venait de se lever, qu'il avait la grippe, qu'il s'allait recoucher, que le bruit lui faisait mal, jetait autour de lui des regards inquiets, puis moqueurs, en fin de compte éclatait d'un rire enchanté et restait. Bientôt sortaient de ses lèvres, proférées sur un ton hésitant et hâtif, des remarques d'une extraordinaire nouveauté et des aperçus d'une finesse diabolique. Ses images imprévues voletaient à la cime des choses et des gens, ainsi qu'une musique supérieure, comme on raconte qu'il arrivait à la taverne du Globe, entre les compagnons du divin Shakespeare. Il tenait de Mercutio et de Puck, suivant plusieurs pensées à la fois, agile à s'excuser d'être aimable, rongé de scrupules ironiques, naturellement complexe, frémissant et soyeux »

— Léon Daudet, Salons et Journaux, chap. IX.

### Esthétique de Ruskin

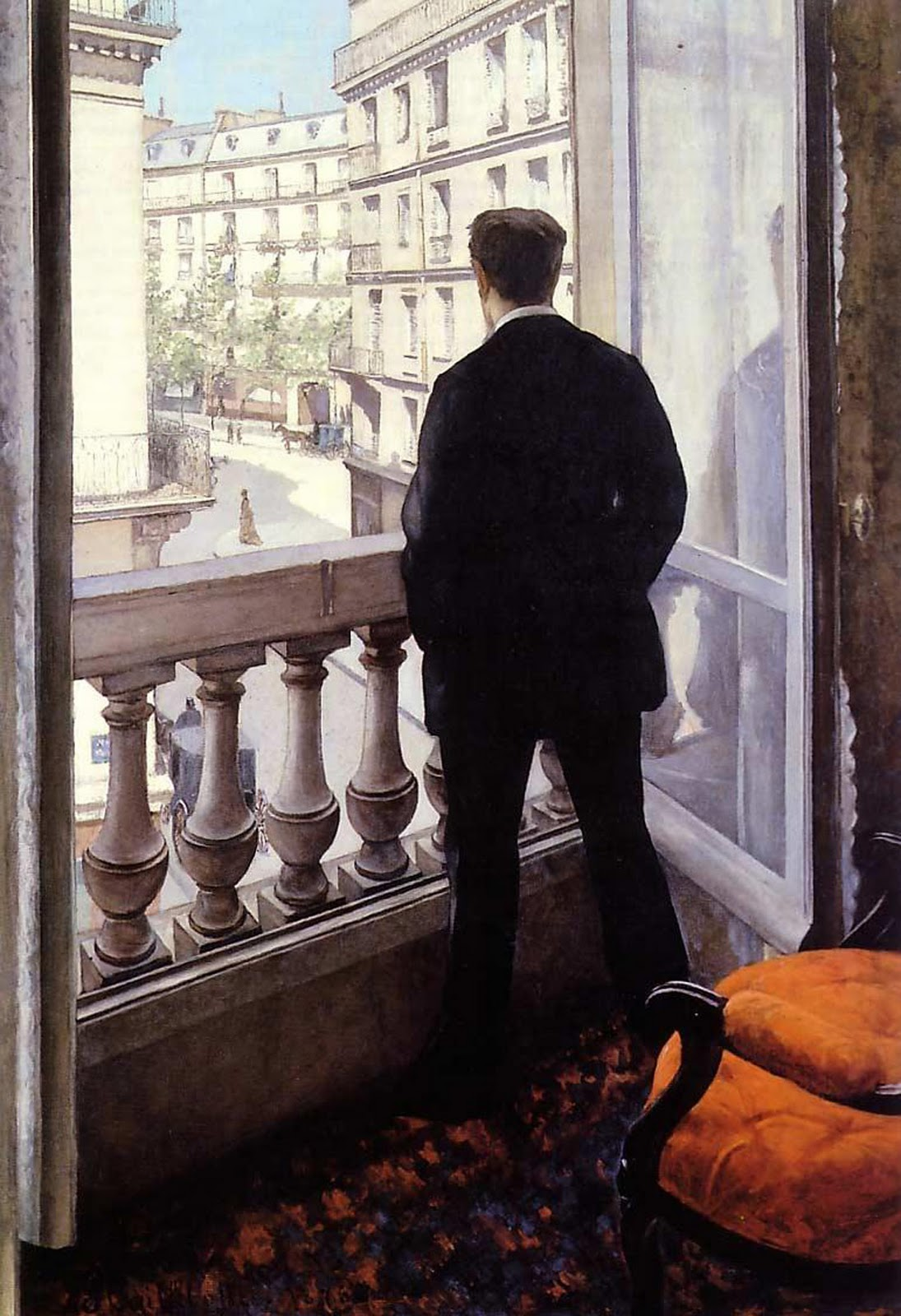
Gustave Caillebotte, Jeune homme à la fenêtre (1876), Los Angeles, J. Paul Getty Museum.

Vers 1900, il abandonne la rédaction de Jean Santeuil. Il se tourne alors vers l'esthète anglais John Ruskin, que son ami Robert de Billy, diplomate en poste à Londres de 1896 à 1899, lui fait découvrir. Ruskin ayant interdit qu'on traduise son œuvre de son vivant, Proust le découvre dans le texte, et au travers d'articles et d'ouvrages qui lui sont consacrés, comme celui de Robert de La Sizeranne, intitulé Ruskin et la religion de la beauté. À la mort de Ruskin, en 1900, Proust décide de le traduire. À cette fin, il entreprend plusieurs « pèlerinages ruskiniens », dans le nord de la France, à Amiens, et surtout à Venise, où il séjourne avec sa mère en mai 1900 à l'hôtel Danieli, où logèrent autrefois Musset et George Sand. Il retrouve Reynaldo Hahn et sa cousine Marie Nordlinger qui demeurent non loin, et ils visitent Padoue, où Proust découvre les fresques de Giotto, Les Vertus et les Vices qu'il introduit dans La Recherche. Nordlingen, que Proust appellera « la rose française de Manchester », était un expert en art anglais qui fut très utile à Proust notamment pour les traductions des œuvres de Ruskin. Pendant ce temps, ses premiers articles sur Ruskin paraissent dans La Gazette des Beaux Arts.

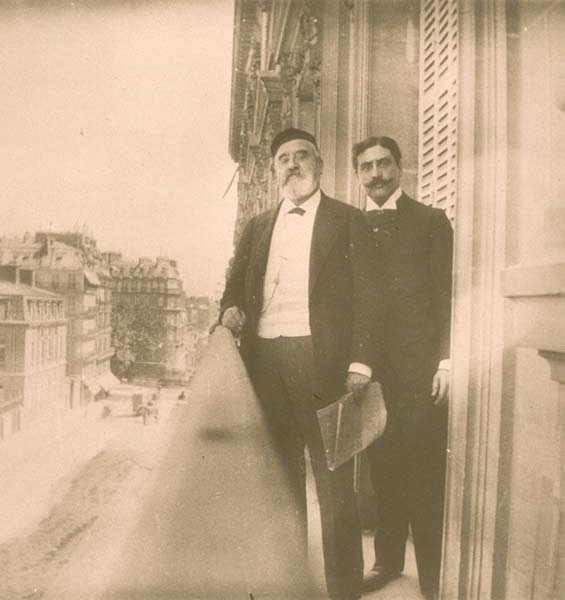
Le Dr Adrien Proust et son fils Robert au balcon du 45, rue de Courcelles, entre 1900 et 1903.

Cet épisode est repris dans Albertine disparue. Les parents de Marcel jouent d'ailleurs un rôle déterminant dans le travail de traduction. Le père l'accepte comme un moyen de mettre à un travail sérieux un fils qui se révèle depuis toujours rebelle à toute fonction sociale et qui vient de donner sa démission d'employé non rémunéré de la bibliothèque Mazarine. La mère joue un rôle beaucoup plus direct. Marcel Proust maîtrisant mal l'anglais elle se livre à une première traduction mot à mot du texte anglais ; à partir de ce déchiffrage, Proust peut alors « écrire en excellent français, du Ruskin », comme le nota un critique à la parution de sa première traduction, La Bible d'Amiens (1904).
À l'automne 1900, la famille Proust emménage au 45 de la rue de Courcelles. C'est à cette époque que Proust fait la connaissance du prince Antoine Bibesco chez sa mère, la princesse Hélène, qui tient un salon où elle invite surtout des musiciens (dont Fauré qui est si important pour la Sonate de Vinteuil) et des peintres. Les deux jeunes gens se retrouvent après le service militaire dans la Roumanie du prince, en automne 1901. Antoine Bibesco devient un confident intime de Proust, jusqu'à la fin de sa vie, tandis que l'écrivain voyage avec son frère Emmanuel Bibesco, qui aime aussi Ruskin et les cathédrales gothiques.
Proust continue encore ses pèlerinages ruskiniens en visitant notamment la Belgique et la Hollande en 1902 avec Bertrand de Fénelon (autre modèle de Saint-Loup) qu'il a connu par l'intermédiaire d'Antoine Bibesco et pour qui il éprouve un attachement qu'il ne peut avouer. Le départ du fils cadet, Robert, qui se marie en 1903, transforme la vie quotidienne de la famille.

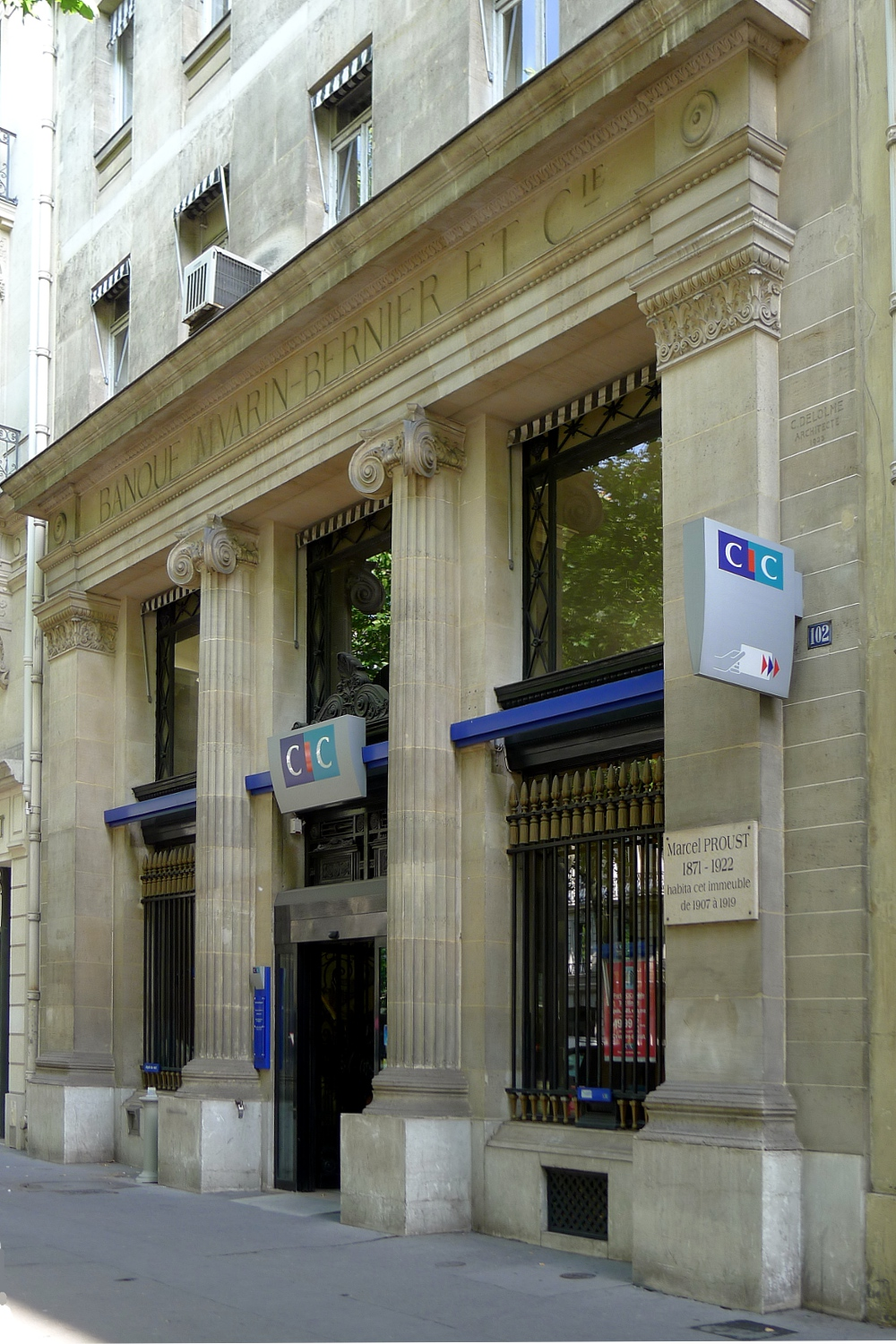
Immeuble du 102, boulevard Haussmann à Paris, où vécut Marcel Proust de 1907 à 1919.

### Écriture deLa Recherche
La première phrase de l'œuvre est posée en 1907. Pendant quinze années, Proust vit en reclus dans sa chambre tapissée de liège, au deuxième étage du 102, boulevard Haussmann, où il a emménagé le 27 décembre 1906 après la mort de ses parents (le père en 1903 ; la mère en 1905), et qu'il quittera en 1919.
Après le décès de sa mère, entre décembre 1905 et janvier 1906, il fit un séjour à Billancourt au Sanatorium pour névrosés des Docteurs Alice et Paul Sollier qui, en 1924, devint l’hôpital Ambroise-Paré.
Portes fermées, Proust écrit, ne cesse de modifier et de retrancher, d'ajouter en collant sur les pages initiales les « paperolles » que l'imprimeur redoute. Plus de deux cents personnages vivent sous sa plume, couvrant quatre générations.
Après la mort de ses parents, sa santé déjà fragile se détériore davantage en raison de son asthme. Il s'épuise au travail, dort le jour et ne sort — rarement — que la nuit tombée. Il dîne souvent, seul ou avec des amis, au Ritz, où dès 1917, il rencontre le jeune serveur suisse Henri Rochat. De 1919 à 1921, il en fait son secrétaire particulier et lui voue une passion dévorante. Son œuvre principale, À la recherche du temps perdu, est publiée entre 1913 et 1927.
Le premier tome, Du côté de chez Swann (1913), est refusé chez Gallimard sur les conseils d'André Gide, malgré les efforts du prince Antoine Bibesco et de l'écrivain Louis de Robert. Gide exprime ses regrets par la suite. Finalement, le livre est édité à compte d'auteur chez Grasset et Proust paie des critiques pour en dire du bien. L'année suivante, le 30 mai, Proust perd son secrétaire et ami, Alfred Agostinelli, dans un accident d'avion. Ce deuil, surmonté par l'écriture, traverse certaines des pages de La Recherche.
Les éditions Gallimard acceptent le deuxième volume, À l'ombre des jeunes filles en fleurs, pour lequel Proust reçoit en 1919 le prix Goncourt.

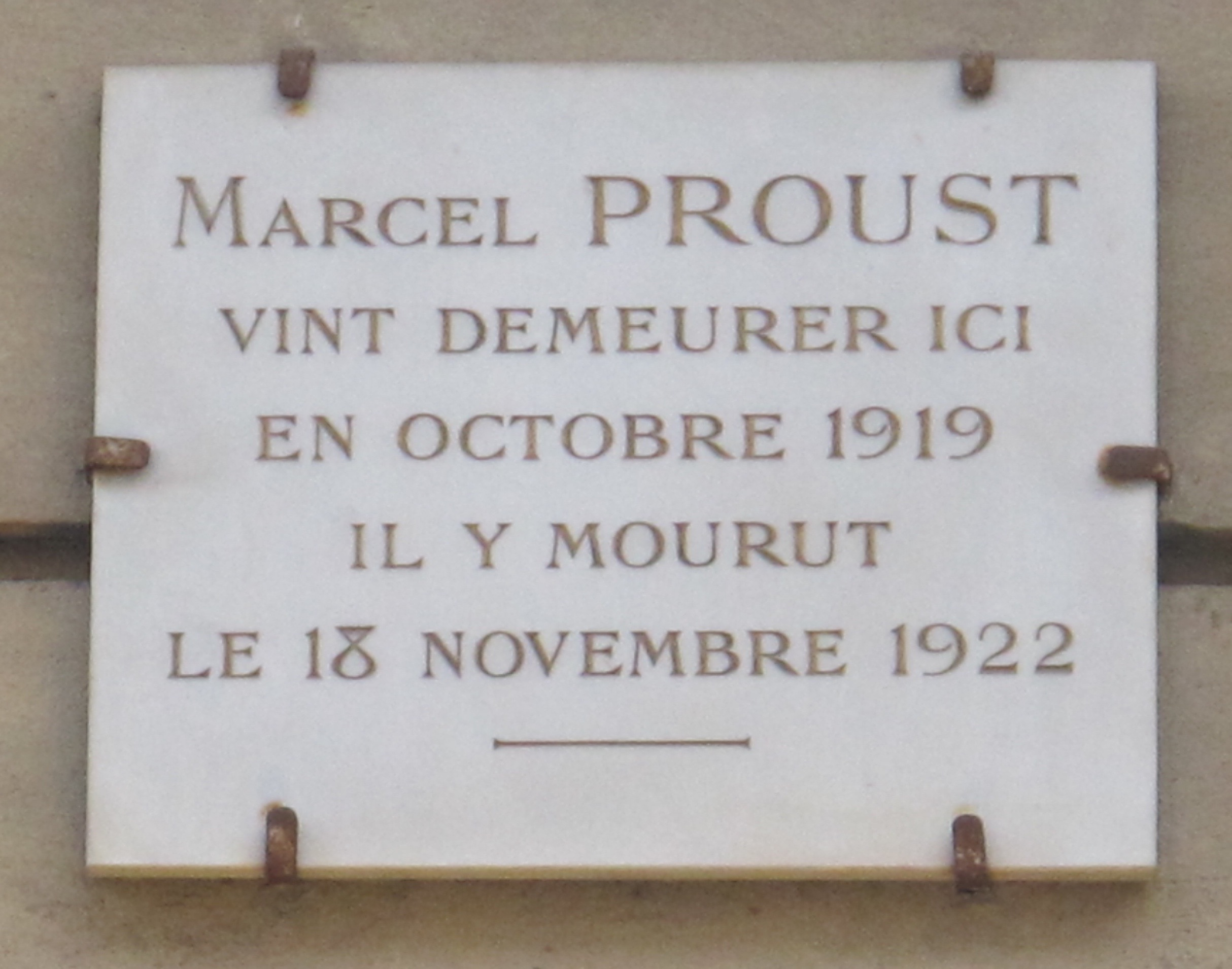
Plaque commémorative au 44, rue de l'Amiral-Hamelin à Paris.

C'est l'époque où il songe à entrer à l'Académie française, où il a des amis ou soutiens tels que Robert de Flers, René Boylesve, Maurice Barrès, Henri de Régnier… Fort de son succès au Prix Goncourt, il écrit à Jacques Rivière, directeur de ”La Nouvelle Revue Française”: “serait-il plutôt agréable ou désavantageux à la NRF, plutôt avantageux ou désavantageux pour mes livres si je me présentais (avec chance de succès sans cela je ne le ferais pas) à l’Académie?” La réponse qu’il reçut fut suffisamment mitigée pour qu’il renonce à ce projet[réf. à confirmer].
Il ne lui reste plus que trois années à vivre et il travaille sans relâche à l'écriture des cinq livres suivants de La Recherche, assisté par sa gouvernante Céleste Albaret.

### Décès et inhumation

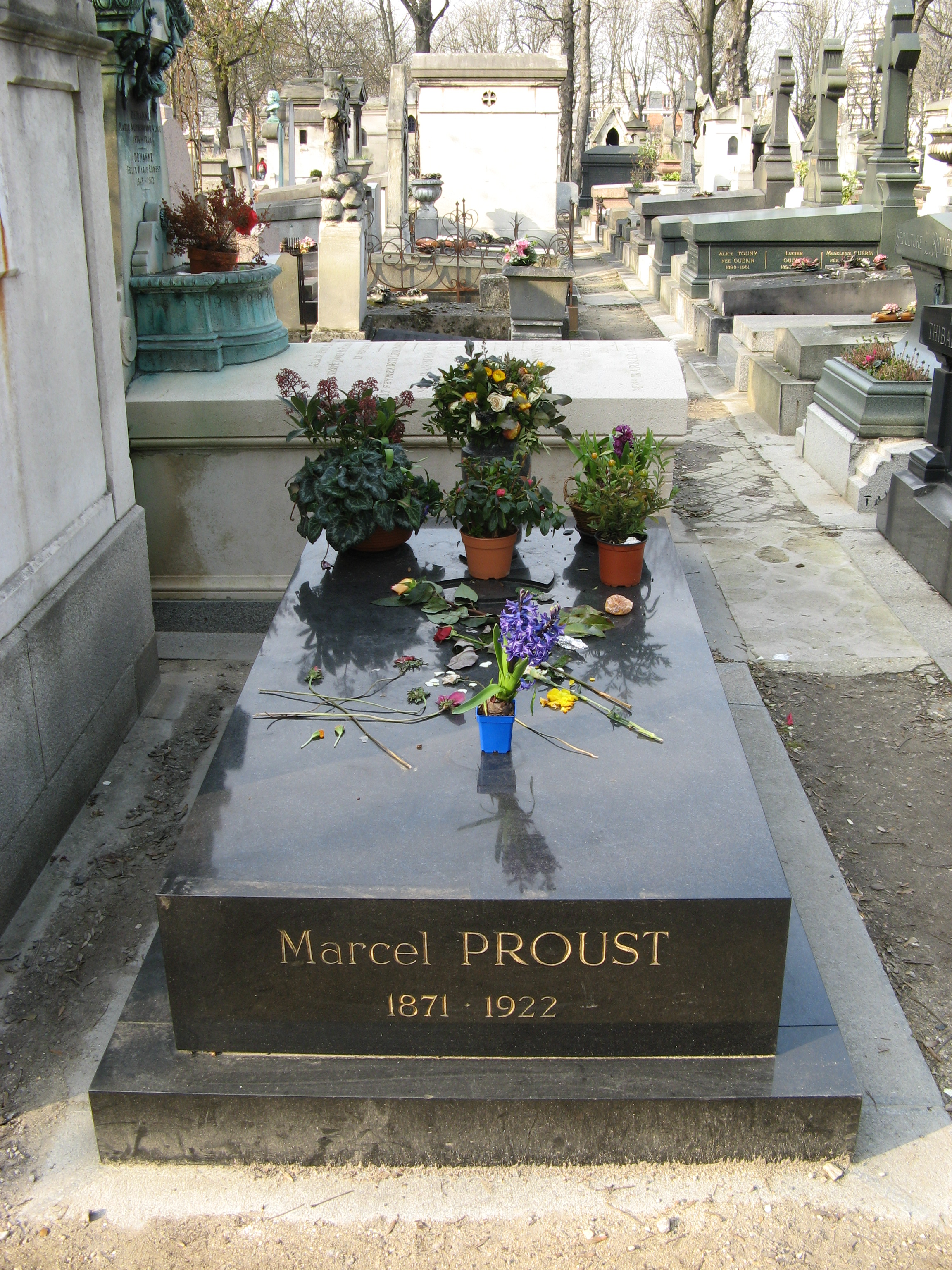
Tombe de Marcel Proust à Paris au cimetière du Père-Lachaise.

Il meurt, épuisé, le samedi 18 novembre 1922, emporté par une bronchite mal soignée, dans son appartement du 44, rue de l'Amiral-Hamelin à Paris. Son frère Robert appelle aussitôt le peintre ami Paul César Helleu, pour qu'il vienne réaliser une pointe sèche sur cuivre, du masque mortuaire du défunt, selon ses volontés exprimées un mois plus tôt. Helleu a inspiré Proust pour son personnage Elstir dans son œuvre À la recherche du temps perdu, lui rendant ainsi hommage. Une photographie prise par Man Ray le surlendemain de la mort de l'écrivain, à la demande de Jean Cocteau, montre un Marcel Proust de profil, barbu, entouré de linge blanc sur son lit de mort, le 20 novembre. Les funérailles ont lieu le lendemain, mardi 21 novembre, en l'église Saint-Pierre-de-Chaillot, avec les honneurs militaires dus à un chevalier de la Légion d'honneur. L'assistance est nombreuse. Barrès dit à Mauriac sur le parvis de l'église : « Enfin, c'était notre jeune homme ! ».
Il est enterré au cimetière du Père-Lachaise à Paris, division 85, dans le caveau familial.

## Œuvres

### Les Plaisirs et les Jours

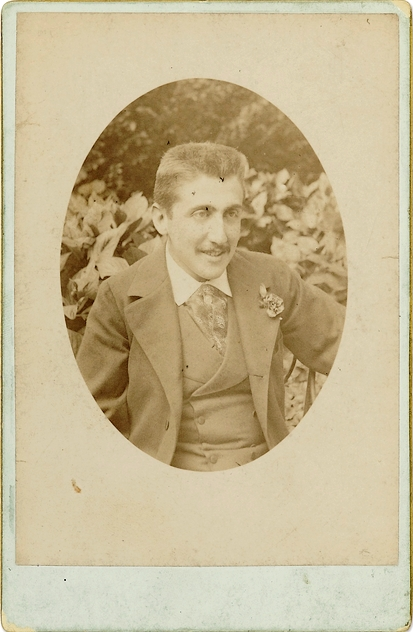
Marcel Proust vers 1892.

Les Plaisirs et les Jours est un recueil de poèmes en prose et de nouvelles publié par Marcel Proust en 1896 chez Calmann-Lévy. Ce recueil s'inspire fortement du décadentisme et notamment du travail du dandy Robert de Montesquiou. Il s'agit du premier ouvrage de son auteur, qui cherchera à en éviter la réimpression pendant la rédaction de La Recherche.

### Jean Santeuil
En 1895, Proust entreprend l'écriture d'un roman mettant en scène un jeune homme qui évolue dans le Paris de la fin du XIXe siècle. Considéré comme une ébauche de La Recherche, Jean Santeuil ne constitue pas un ensemble achevé. Proust y évoque notamment l'affaire Dreyfus, dont il fut l'un des témoins directs. Il est l'un des premiers à faire circuler une pétition favorable au capitaine français accusé de haute trahison et demandant une révision de son procès, et à la faire signer par Anatole France.

### Les traductions de Ruskin
- La Bible d'Amiens  (Wikisource)
- Sésame et les lys  (Wikisource)

Proust traduit La Bible d'Amiens (1904), de John Ruskin, et la dédie à son père mort l'année précédente. Ce travail, ainsi que sa deuxième traduction, Sésame et les Lys (1906), est salué par la critique, dont Henri Bergson. Cependant, le choix des œuvres traduites ne se révèle pas heureux et l'ensemble est un échec éditorial.
C'est pourtant pour le futur écrivain un moment charnière où s'affirme sa personnalité. En effet, il accompagne ses traductions de notes abondantes et de préfaces longues et riches qui occupent une place presque aussi importante que le texte traduit. Surtout, en traduisant Ruskin, Proust prend peu à peu ses distances avec celui-ci, au point de critiquer ses positions esthétiques. Cela est particulièrement perceptible dans le dernier chapitre de sa préface à La Bible d'Amiens qui tranche avec l'admiration qu'il exprime dans les trois premiers. Il reproche notamment à Ruskin son idolâtrie esthétique, critique qu'il adressa également à Robert de Montesquiou et qu'il fit partager par Swann dans la Recherche. Pour Proust, c'est dévoyer l'art que d'aimer une œuvre parce que tel écrivain en parle ; il faut l'aimer pour elle-même.

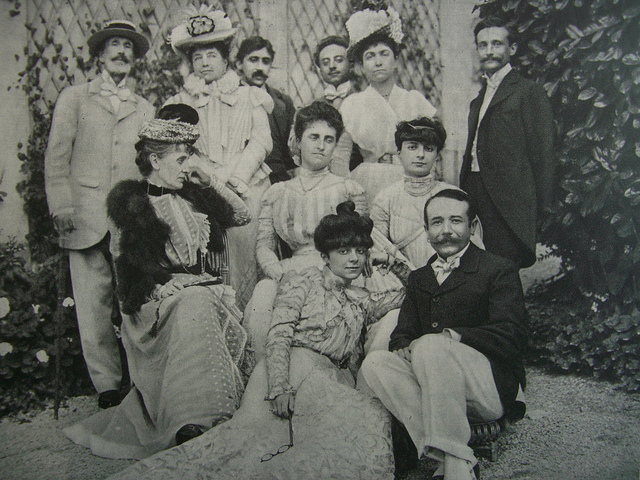
De gauche à droite, debout : prince Edmond de Polignac, princesse de Brancovan, Marcel Proust, prince Constantin Brancoveanu (frère d'Anna de Noailles), inconnue, et Léon Delafosse. Au 2e rang : Madame de Montgenard, princesse de Polignac, comtesse Anna de Noailles. Au 1er rang : princesse Hélène Caraman-Chimay (sœur d'Anna de Noailles), Abel Hermant (avant 1901).

### Les 75 feuillets et autres manuscrits inédits
Le 1er avril 2021 a été publié aux éditions Gallimard un recueil de manuscrits redécouverts en 2018, sous le titre Les 75 feuillets et autres manuscrits inédits, préfigurant notamment La Recherche du temps perdu.

### Contre Sainte-Beuve
Le Contre Sainte-Beuve n'existe pas réellement : il s'agit d'un ensemble de pages, publiées à titre posthume en 1954 sous la forme d'un recueil associant des courts passages narratifs et de brefs essais (ou esquisses d'essais) consacrés aux écrivains que Proust admirait tout en les critiquant : Balzac, Flaubert, etc. Il y attaque Charles-Augustin Sainte-Beuve et sa méthode critique selon laquelle l'œuvre d'un écrivain serait avant tout le reflet de sa vie et ne pourrait s'expliquer que par elle. En s'y opposant, Proust fonde sa propre poétique ; on peut considérer À la recherche du temps perdu comme une réalisation des idées exposées dans ces pages, dont certaines sont reprises par le narrateur proustien dans Le Temps Retrouvé, ou attribuées à des personnages ; d'autre part, nombre de passages narratifs ont été développés dans le roman.

### Pastiches et Mélanges
Pastiches et Mélanges est une œuvre que Proust publie en 1919 à la NRF. Il s'agit d'un recueil de préfaces et d'articles de presse parus principalement dans Le Figaro à partir de 1908, rassemblés en un volume à la demande de Gaston Gallimard.
Un extrait de cette œuvre, Journées de Lecture, préface à la traduction de Sésame et les Lys de Ruskin, a été publié notamment chez 10-18, 1993  (ISBN 2-2640 1811-9), Gallimard, 2017  (ISBN 978-2-0727-0534-2) et Publie.net.

### À la recherche du temps perdu
Des critiques[Qui ?] ont écrit que le roman moderne commençait avec Marcel Proust. En rompant avec la notion d'intrigue, l'écrivain devient celui qui cherche à rendre la vérité de l'âme. La composition de La Recherche en témoigne : les thèmes tournent selon un plan musical et un jeu de correspondances qui s'apparentent à la poésie. Proust voulait saisir la vie en mouvement, sans autre ordre que celui des fluctuations de la mémoire affective. Il laisse des portraits uniques, des lieux recréés, une réflexion sur l'amour et la jalousie, une image de la vie, du vide de l'existence, et de l'art.
Son style écrit évoque son style parlé, caractérisé par une phrase parfois longue, « étourdissante dans ses parenthèses qui la soutenaient en l'air comme des ballons, vertigineuse par sa longueur, (…) vous engaînait dans un réseau d'incidentes si emmêlées qu'on se serait laissé engourdir par sa musique, si l'on n'avait été sollicité soudain par quelque pensée d'une profondeur inouïe », mais selon « un rythme d'une infinie souplesse. Il le varie au moyen de phrases courtes, car l'idée populaire que la prose de Proust n'est composée que de phrases longues est fausse (comme si d'ailleurs les phrases longues étaient un vice) ».

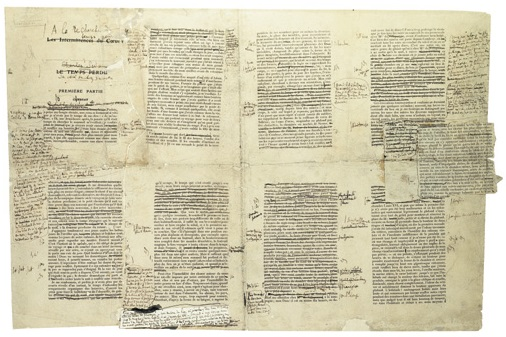
Épreuve annotée de Du côté de chez Swann, vendue chez Christie's en juillet 2000 pour.

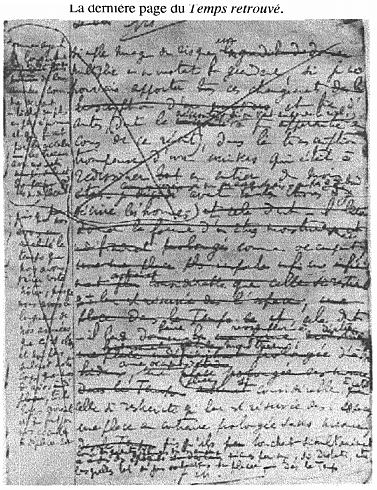
Dernière page de La Recherche.

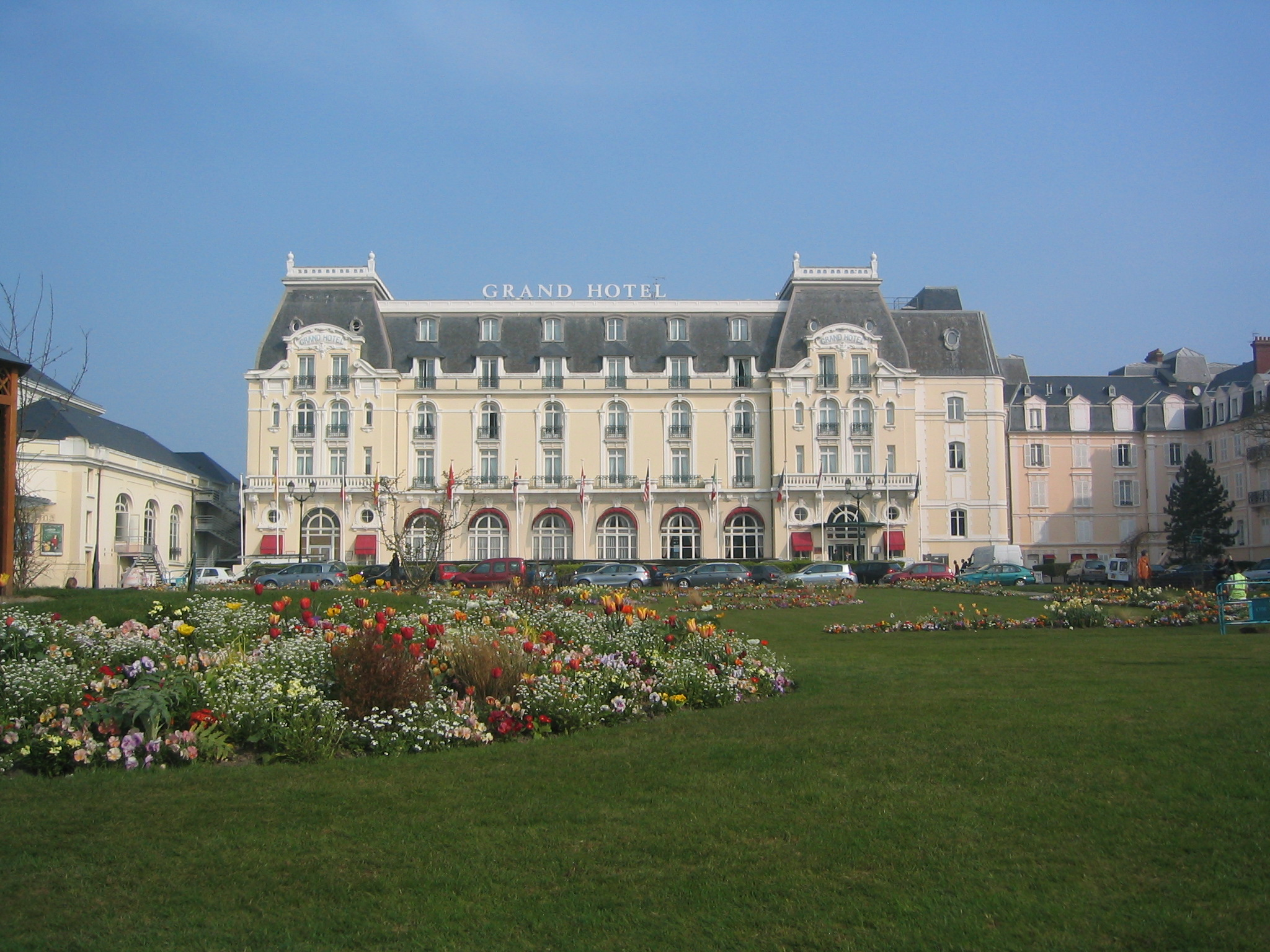
Le Grand Hôtel à Cabourg, où Proust séjourna chaque été de 1907 à 1914.

Relations entre les personnages.

Les grandes dames qui ont inspiré la duchesse de Guermantes
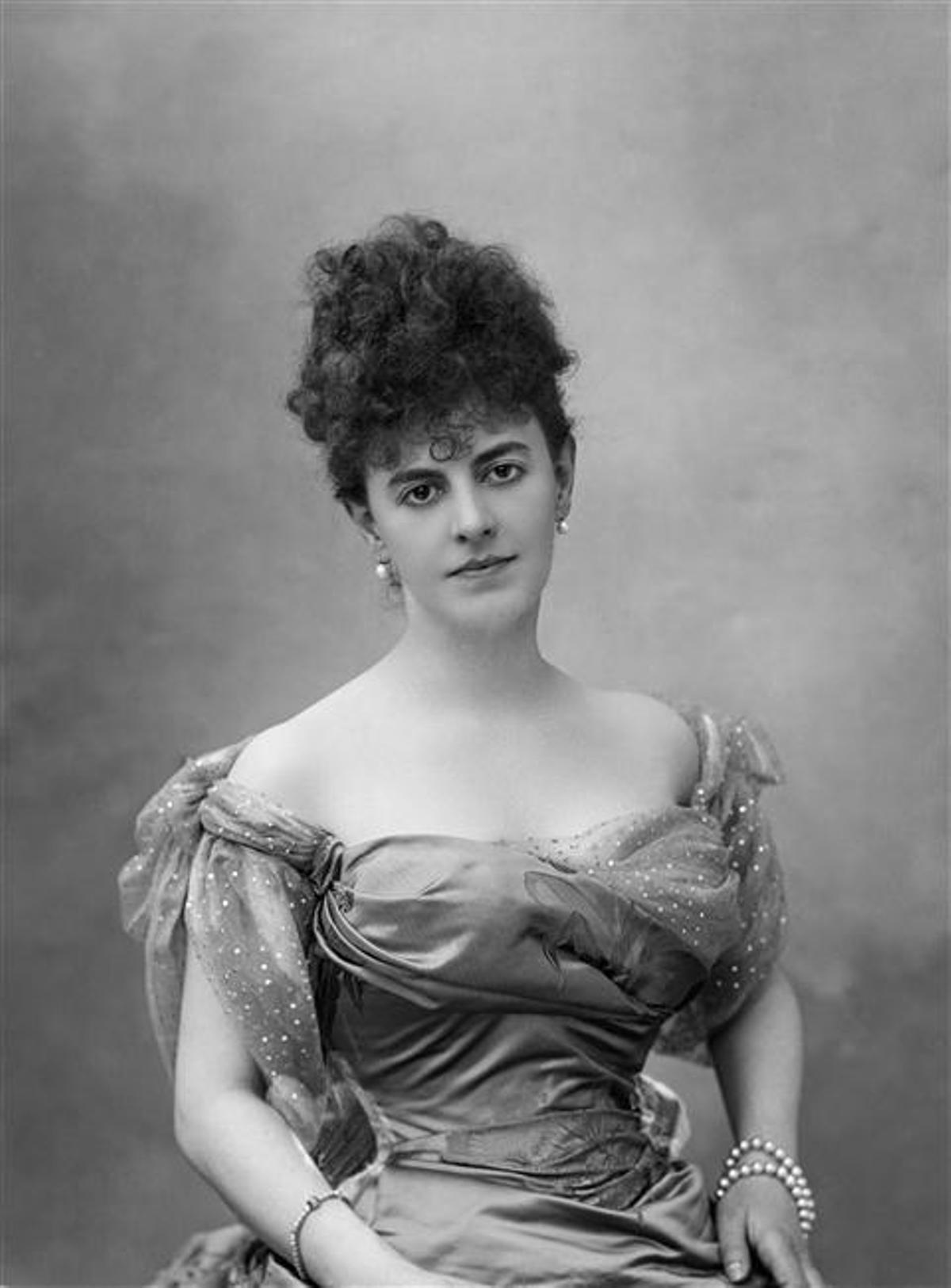
Comtesse Greffulhe, née Élisabeth de Caraman-Chimay
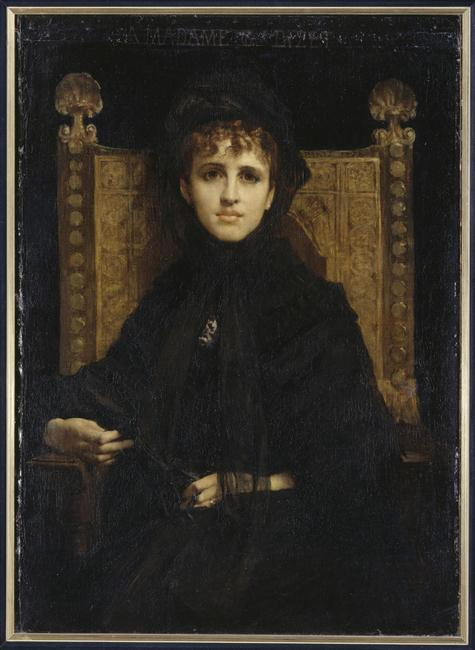
Mme Straus, née Geneviève Halévy[q]
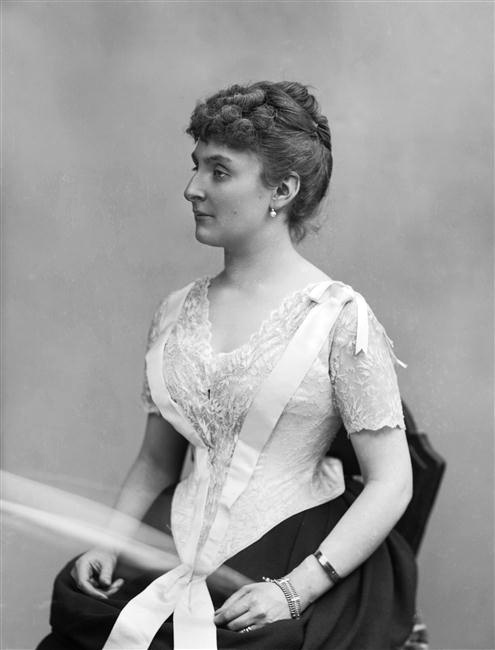
Comtesse de Chevigné, née Laure de Sade

« Par l'art seulement nous pouvons sortir de nous, savoir ce que voit un autre de cet univers qui n'est pas le même que le nôtre, et dont les paysages nous seraient restés aussi inconnus que ceux qu'il peut y avoir dans la lune. Grâce à l'art, au lieu de voir un seul monde, le nôtre, nous le voyons se multiplier, et autant qu'il y ait d'artistes originaux, autant nous avons de mondes à notre disposition, plus différents les uns des autres que ceux qui roulent dans l'infini et qui, bien des siècles après qu'est éteint le foyer dont il émanait, qu'il s'appelât Rembrandt ou Vermeer, nous envoient encore leur rayon spécial.
« Ce travail de l'artiste, de chercher à apercevoir sous de la matière, sous de l'expérience, sous des mots, quelque chose de différent, c'est exactement le travail inverse de celui que, chaque minute, quand nous vivons détournés de nous-mêmes, l'amour-propre, la passion, l'intelligence, et l'habitude aussi accomplissent en nous, quand elles amassent au-dessus de nos impressions vraies, pour nous les cacher entièrement, les nomenclatures, les buts pratiques que nous appelons faussement la vie » (Le Temps retrouvé).
L'œuvre de Marcel Proust est aussi une réflexion majeure sur le temps. La « Recherche du Temps Perdu » permet de s'interroger sur l'existence même du temps, sur sa relativité et sur l'incapacité à le saisir au présent. Une vie s'écoule sans que l'individu en ait conscience et seul un événement fortuit constitué par une sensation — goûter une madeleine, buter sur un pavé — fait surgir à la conscience le passé dans son ensemble et comprendre que seul le temps écoulé, perdu, a une valeur (notion de « réminiscence proustienne »). Le temps n'existe ni au présent, ni au futur, mais au seul passé, dont la prise de conscience est proche de la mort. La descente de l'escalier de Guermantes au cours de laquelle le Narrateur ne reconnaît pas immédiatement les êtres qui ont été les compagnons de sa vie symbolise l'impossibilité qu'il y a à voir le temps passer en soi comme sur les autres. On garde toute sa vie l'image des êtres tels qu'ils nous sont apparus le premier jour et la prise de conscience de la dégradation opérée par le temps sur leur visage nous les rend méconnaissables jusqu'à ce que les ayant reconnus l'individu prenne conscience de sa mort prochaine. Seule la conscience du temps passé donne son unité au quotidien fragmenté.
L'analyse du snobisme et de la société aristocratique et bourgeoise de son temps fait de l'œuvre de Proust une interrogation majeure des mobiles sociaux de l'individu et de son rapport aux autres, instruments de l'ascension sociale. Comme Honoré de Balzac, Marcel Proust a su créer un monde imaginaire, peuplé de personnages devenus aujourd'hui des types sociaux ou moraux, pris dans toutes les classes de la société. Comme le Père Goriot, Eugénie Grandet, la Duchesse de Langeais ou Vautrin chez Balzac, Madame Verdurin, la duchesse de Guermantes, Charlus ou Charles Swann sont, chez Proust, des personnages en lesquels s'incarne une caractéristique particulière : ambition, désintéressement, suprématie mondaine, veulerie. « Ce sont les fameux « monomanes » de Balzac que nous revoyons, en effet, dans les grands passionnés de Proust, dans Charlus, dans le narrateur lorsqu'il devient le tortionnaire d'Albertine et le bourreau de lui-même, dans Swann, aveugle devant Odette, dans Saint-Loup, à partir du moment où ce personnage mystérieux et fuyant révèle sa véritable figure. À eux tous s'applique exactement le mot de Balzac sur les « hommes à passion » (…). Swann détruit en quelques mois une situation mondaine qu'il avait mis des années à construire (…). À la fin de la Recherche, Madame Verdurin devenue princesse de Guermantes, Bloch (…) qui va entrer à l'Académie, Morel, « grand honnête homme », (…) sont des triomphateurs balzaciens, c'est le triomphe des indignes (…). Proust, plus intérieur que Balzac, a même découvert ce qu'on pourrait appeler une transcription habituelle des monomanes, une déformation systématique de la sensibilité et du raisonnement (…) à laquelle Balzac n'avait pas pensé. Charlus n'est pas seulement obsédé par son vice, comme Claës ou Grandet le sont par leur idée fixe, comme Hulot l'est par son goût (…) des tendrons, mais encore il voit la vie quotidienne de Paris en guerre à travers un verre coloré qui est celui de sa préoccupation constante. Sa sensibilité, sa vision, sont imprégnées par son idée fixe qui l'a amené à se construire un univers dans lequel toutes les actions s'expliquent par son homosexualité et dans lequel également les seuls événements passionnants sont ceux qui facilitent son penchant. Ce parallélisme, non pas accidentel, mais profond, de Balzac et de Proust, nous met alors sur la voie. Leurs personnages démonstratifs se ressemblent parce que leur explication des passions des hommes, qui semble si différente, repose au fond, sur la même idée. Pour Proust, comme pour Balzac, l'imagination est la reine des batailles : nous sommes ce que notre imagination fait de nous.»,,.
L'amour et la jalousie sont analysés sous un jour nouveau. L'amour n'existe chez Swann, ou chez le narrateur, qu'au travers de la jalousie. La jalousie, ou le simple fait de ne pas être l'élu, génèrerait l'amour, qui une fois existant, se nourrirait non de la plénitude de sa réalisation, mais de l'absence. Swann n'épouse Odette de Crécy que lorsqu'il ne l'aime plus. Le Narrateur n'a jamais autant aimé Albertine que lorsqu'elle a disparu (voir Albertine disparue). On n'aime que ce en quoi on poursuit quelque chose d'inaccessible, on n'aime que ce qu'on ne possède pas, écrit par exemple Proust dans La Prisonnière.
Cette théorie développée dans l'œuvre reflète exactement la pensée de Proust, comme l'illustre la célèbre rencontre entre l'écrivain et le jeune Emmanuel Berl, rencontre que ce dernier décrira dans son roman Sylvia (1952). Lorsque Berl lui fait part de l'amour partagé qu'il éprouve pour une jeune femme, Proust dit sa crainte que Sylvia ne s'interpose entre Berl et son amour pour elle, puis devant l'incompréhension de Berl, qui maintient qu'il peut exister un amour heureux, se fâche et renvoie le jeune homme chez lui.
La Recherche réserve une place importante à l'analyse de l'homosexualité, en particulier dans Sodome et Gomorrhe où apparaît sous son vrai jour le personnage de Charlus.
Enfin, l'œuvre se distingue par son humour et son sens de la métaphore. Humour, par exemple, lorsque le Narrateur reproduit le style lyrique du valet Joseph Périgot ou les fautes de langage du directeur de l'hôtel de Balbec, qui dit un mot pour un autre (« le ciel est parcheminé d'étoiles », au lieu de « parsemé »). Sens de la métaphore, lorsque le Narrateur compare le rabâchage de sa gouvernante, Françoise, une femme d'extraction paysanne qui a tendance à revenir régulièrement sur les mêmes sujets, au retour systématique du thème d'une fugue de Bach.

## Influences
Selon Jacques de Lacretelle, « les deux écrivains qui ont marqué Proust le plus profondément et donné un axe à la Recherche du temps perdu sont sans conteste Saint-Simon et Balzac ».

## Autour de Marcel Proust

### Surnoms et pseudonymes

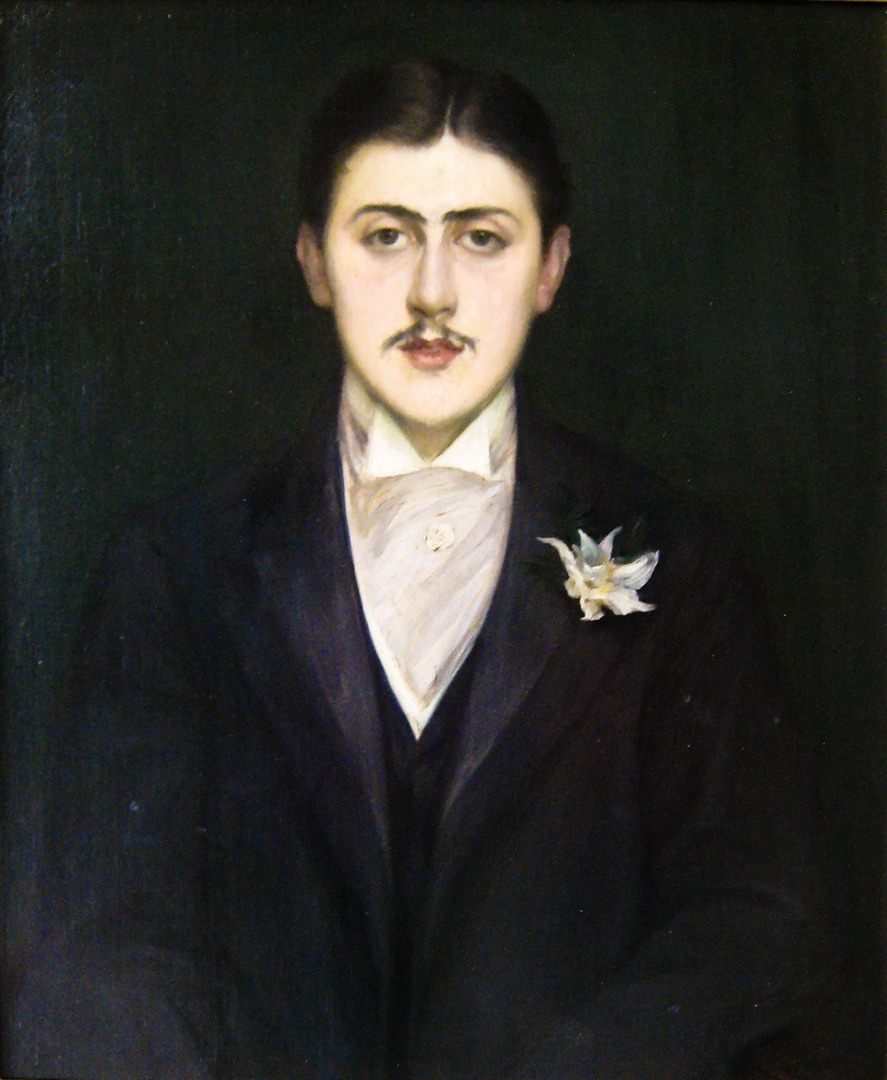
Jacques-Émile Blanche, Portrait de Marcel Proust (1892), Paris, musée d'Orsay.

La mère de Proust lui donnait, enfant, des surnoms affectueux, tels « mon petit jaunet » (un jaunet est un louis d'or ou un franc Napoléon en or), « mon petit serin », « mon petit benêt » ou « mon petit nigaud ». Dans ses lettres, son fils était « loup » ou « mon pauvre loup ».
Ses amis et relations lui attribuaient d'autres sobriquets, plus ou moins amicaux, tels que « Poney », « Lecram » (anacyclique de Marcel), l'« Abeille des fleurs héraldiques », le « Flagorneur » ou le « Saturnien », et ils utilisaient le verbe « proustifier » pour qualifier sa manière d'écrire. Dans les salons, il était « Popelin Cadet », et ses dîners mémorables dans le grand hôtel parisien lui ont valu l'appellation de « Proust du Ritz ».
Le romancier Paul Bourget affubla Proust d'un sobriquet faisant référence à son goût pour les porcelaines de Saxe. Il écrivit à la demi-mondaine Laure Hayman, amie des deux écrivains : « […] votre saxe psychologique, ce petit Marcel […] tout simplement exquis. » Laure Hayman avait donné à Marcel Proust un exemplaire de la nouvelle de Paul Bourget, Gladys Harvey, relié dans la soie d'un de ses jupons. Laure était le modèle supposé du personnage créé par Bourget, et avait écrit sur l'exemplaire offert à Proust une mise en garde : « Ne rencontrez jamais une Gladys Harvey. »
Dans ses écrits, Proust a souvent employé des pseudonymes. Ses publications dans la presse sont signées Bernard d'Algouvres, Dominique, Horatio, Marc-Antoine, Écho, Laurence ou simplement D.

### Illiers-Combray

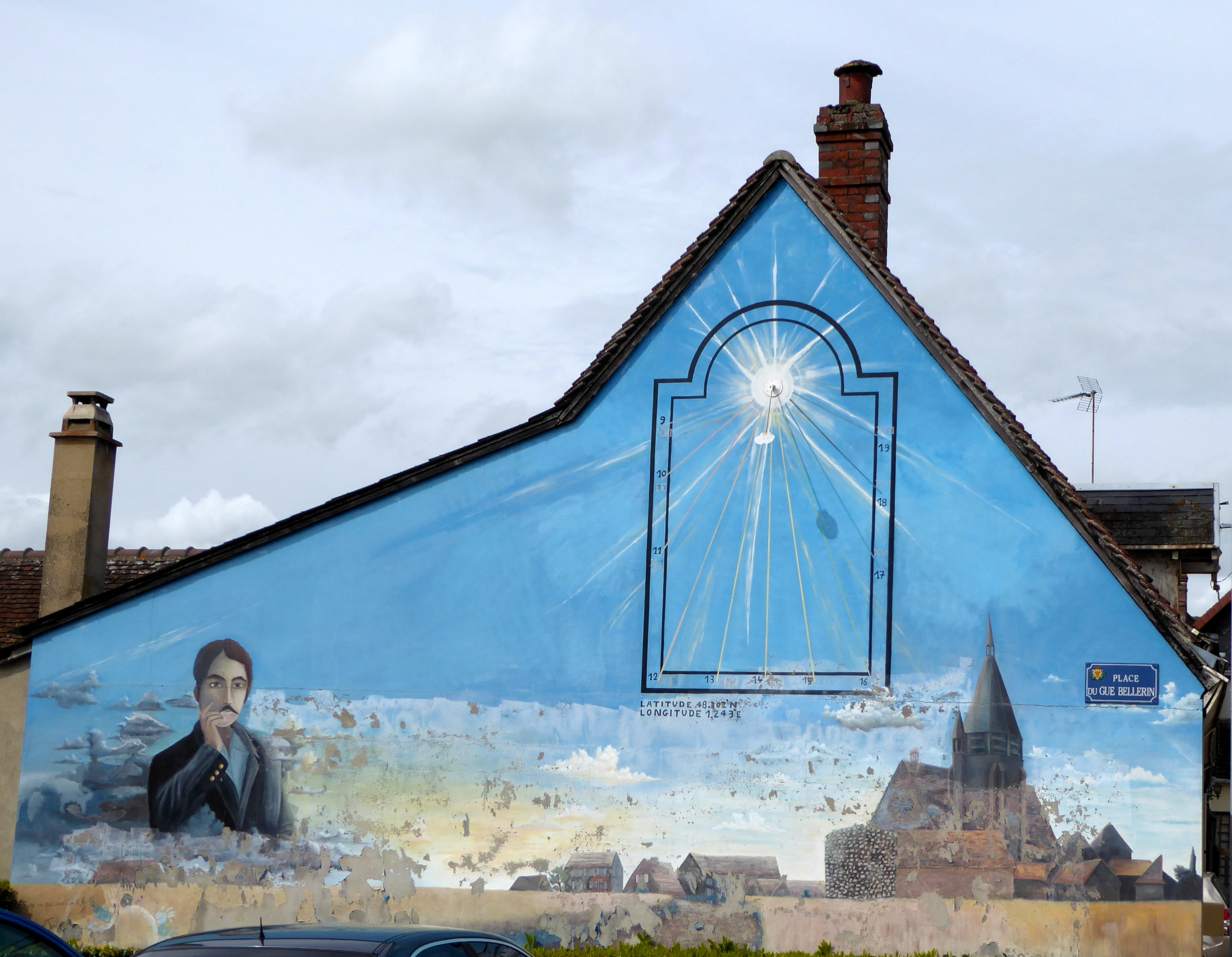
Peinture murale en hommage à Marcel Proust, place du gué Bellerin à Illiers-Combray.

Le village d'Illiers, en Eure-et-Loir, inspira à Proust le lieu fictif de Combray. À l'occasion du centenaire de sa naissance, en 1971, ce village d'Illiers où, enfant, le « petit Marcel » venait passer ses vacances chez sa tante Élisabeth Amiot, lui rendit hommage en changeant de nom pour devenir Illiers-Combray. C'est l'une des rares communes françaises à avoir adopté un nom emprunté à la littérature.
La « maison de Tante Léonie », où Proust passa ses vacances d'enfance entre 1877 et 1880, est devenue le Musée Marcel Proust, géré par la Société des Amis de Marcel Proust.
Un timbre français de 0.30 + 0.10 Franc de 1966 représente Marcel Proust avec le pont Saint-Hilaire à Illiers.

### Le questionnaire
L'écrivain est également connu pour le questionnaire de Proust, en réalité un questionnaire de personnalité à la mode à la fin du XIXe siècle et dont il n'est nullement le créateur, mais auquel il répondit — de façon très différente — à plusieurs reprises dans sa jeunesse (vers 1886, puis vers 1890). Les réponses de Proust ayant été conservées, sa notoriété entraîna celle de ce type de questionnement ludique et censément révélateur.
Bernard Pivot, pour son émission Bouillon de culture, eut l'idée de soumettre à ses invités un questionnaire du même genre pour mieux faire connaître leurs goûts, leurs valeurs et leur sens de la répartie. Les dix questions en étaient invariables. Quelques années plus tard, James Lipton s'inspira explicitement du questionnaire de Pivot pour en proposer une variante dans son émission télévisée Actors' Studio, où il interviewe les vedettes du grand écran. Ni la liste de Pivot ni celle de Lipton n’ont une seule question en commun avec l'un ou l'autre des questionnaires auxquels a répondu Proust.

## Postérité
Avec le temps, Proust s'impose comme l’un des auteurs majeurs du XXe siècle et est considéré dans le monde comme l’un des écrivains les plus représentatifs de la littérature française, au même titre que le sont Shakespeare, Cervantes, Dante, Faulkner et Goethe dans leurs pays respectifs, et est identifié à l'essence de ce qu'est la « littérature ».
Il s'est écrit davantage de livres sur lui que sur tout autre écrivain français. L'un des premiers est Proust, essai de Samuel Beckett, Londres, 1931.

### Distinctions
Chevalier de la Légion d'honneur,

### Hommages
- Prix Céleste Albaret

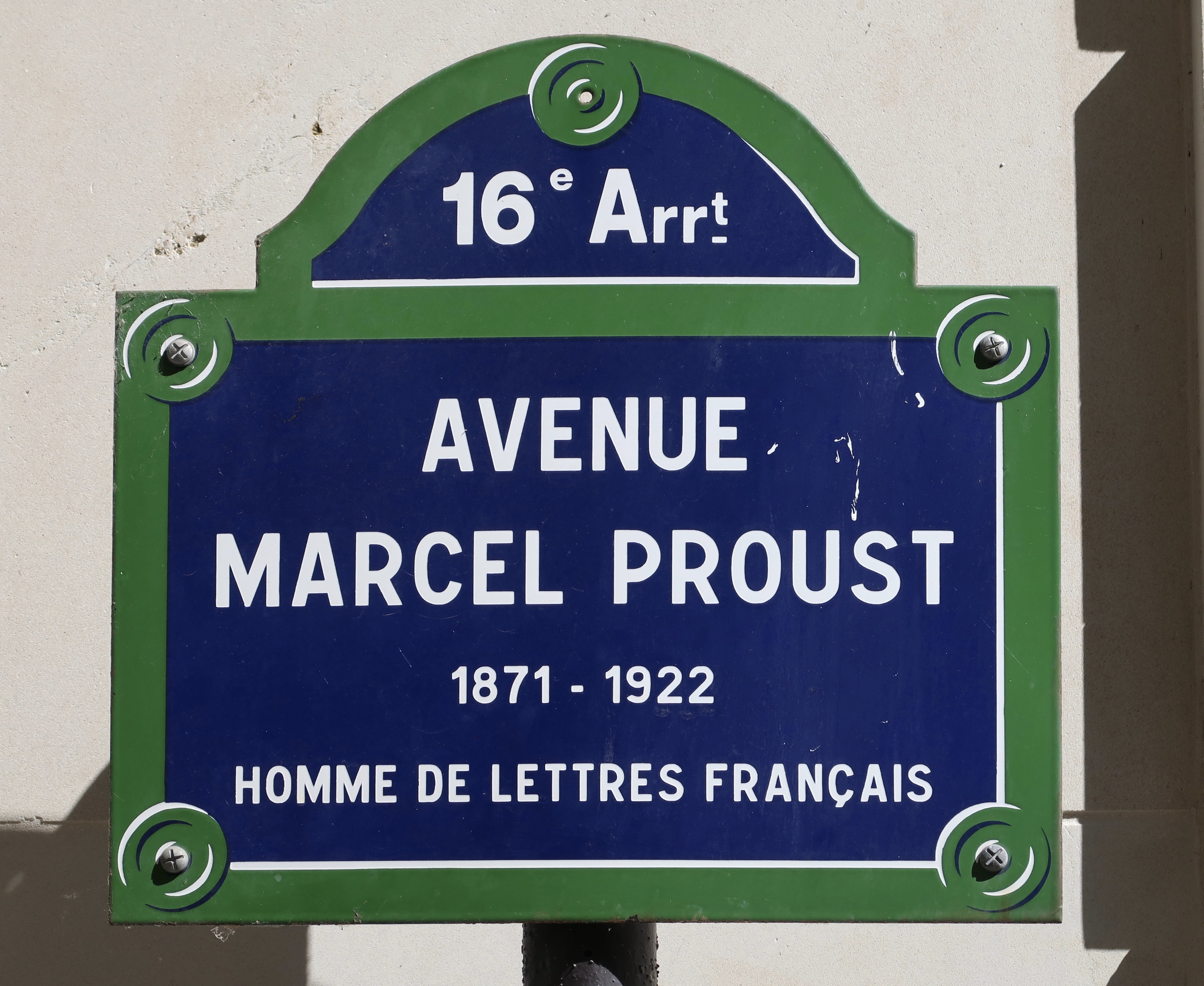
Plaque de l'avenue Marcel-Proust à Paris.

- Musée de la Villa du Temps retrouvé, à Cabourg (inauguré en 2021)[70]
- Avenue Marcel-Proust et allée Marcel-Proust à Paris[71],[72]
- Promenade Marcel Proust à Cabourg[73]
- En 2023, 117 rues, impasses (etc.) portent le nom de M. Proust[74].
- Prix Marcel-Proust
- Prix de la Madeleine d'or
- L’Hôtel Littéraire Le Swann. Inauguré le 14 novembre 2013 pour le centenaire de la publication de Du côté de chez Swann, premier tome d'À la recherche du temps perdu, il est situé 11-15 rue de Constantinople à Paris, dans le 8e arrondissement.
L'ensemble de la décoration rend hommage à Marcel Proust et à son œuvre et un espace d'exposition présente des livres rares et des manuscrits[75].
- Une rose baptisée Souvenir de Marcel Proust lui a été dédiée en 1992[76]
- En 1976, un cratère de la planète Mercure reçoit le nom de Proust en son honneur[77]
- Au festival du film de Cabourg, les récompenses s'appellent des "Swann d'or"[78]
- A propos des "Lettres au duc de Valentinois" (lettres au prince Pierre de Polignac), tirées des archives du Palais princier de Monaco et éditées en 2016 par les Éditions Gallimard, la principauté de Monaco a émis un timbre-poste sur ce sujet en 2021 (dessiné par Cyril de La Patellière). Le Musée Marcel Proust - Maison de tante Léonie à Illiers-Combray possède deux études de ce timbre-poste.
- Émission, par la poste française, le 25 juillet 2022 d'un timbre de à l'effigie de Marcel Proust, orné d'aubépines, à l'occasion du centenaire de sa disparition, créé et gravé par Sophie Beaujard[79]. Voir plus haut à Illiers-Combray pour un timbre antérieur.

## Publications

### Ouvrages antérieurs àLa Recherche

#### Publiés par Proust

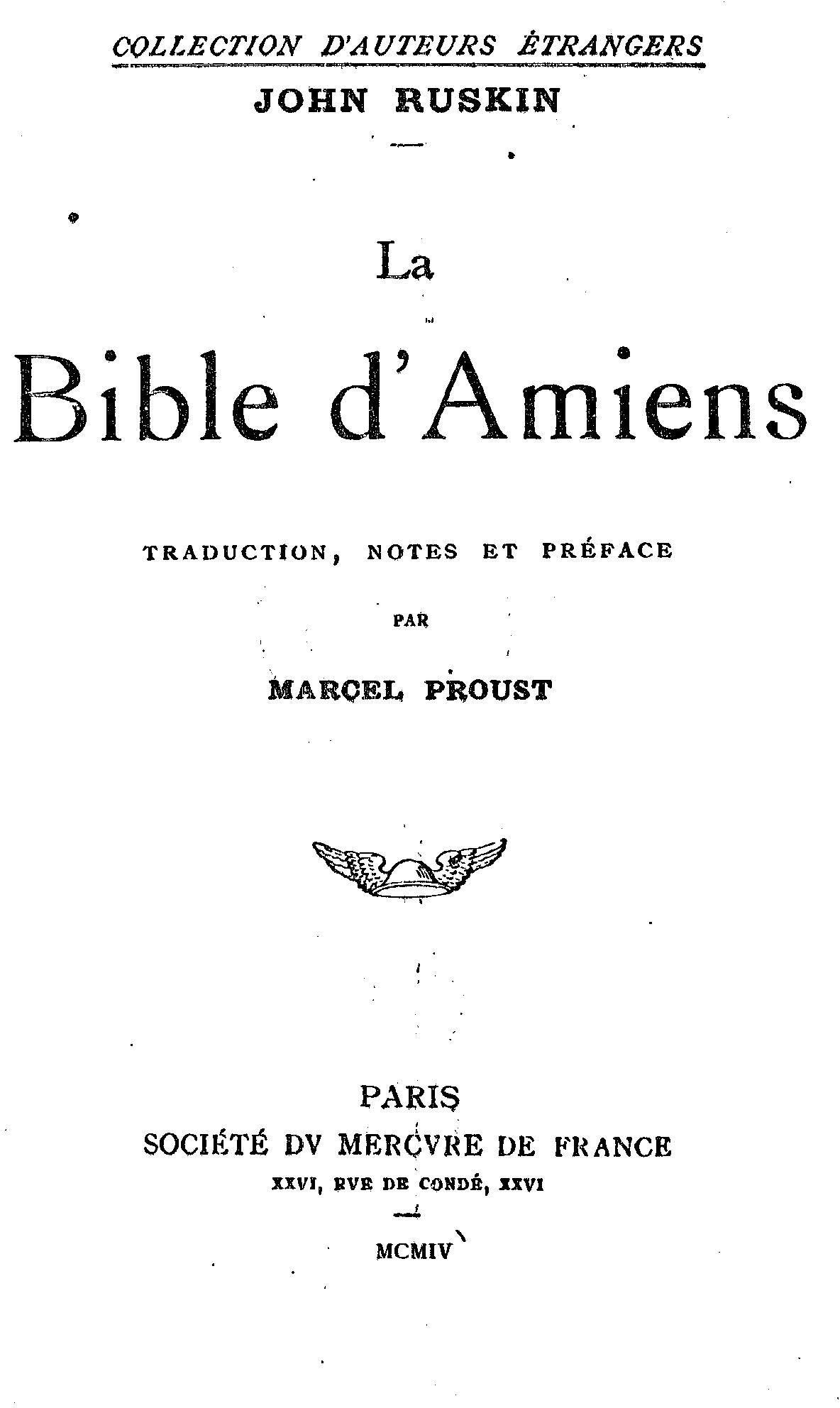
John Ruskin, La Bible d'Amiens, traduction, notes et préface par Marcel Proust (1904).

- Les Plaisirs et les Jours, Calmann-Lévy, 1896, recueil qui contient notamment la nouvelle « La Fin de la jalousie »
- Sentiments filiaux d'un parricide (suivi de Une tragédie intemporelle par Gérard Berréby), Paris, Allia, 2016, 80 p. (ISBN 9791030401080)
- La Bible d'Amiens, préface, traduction et notes de l'ouvrage de John Ruskin, The Bible of Amiens, Mercure de France, 1904
- Sésame et les lys, traduction de l'ouvrage de John Ruskin, Sesame and Lilies, Mercure de France, 1906, avec une longue préface de Proust intitulée » Sur la lecture »Ces deux traductions proustiennes des ouvrages de Ruskin ont été réunies dans une édition critique établie par Jérôme Bastianelli, collection Bouquins, Robert Laffont, 2015.
- Pastiches et Mélanges, NRF, 1919

##### Éditions posthumes
- Chroniques, 1927, réédition L'Imaginaire Gallimard, 2015  (ISBN 978-2070107001)
- Jean Santeuil, 1952
- Contre Sainte-Beuve, 1954
- Chardin et Rembrandt, postface d'Alain Madeleine-Perdrillat, Le Bruit du temps, 2009  (ISBN 978-2358730051)
- Le Mensuel retrouvé, précédé de « Marcel avant Proust » de Jérôme Prieur (sous-titré Inédits), éditions des Busclats, novembre 2012  (ISBN 978-2361660130)
- Mort de ma grand-mère, suivie d'une conclusion de Bernard Frank, Grenoble, Éditions Cent Pages, 2013  (ISBN 978-2-9163-9041-3)
- Le Mystérieux Correspondant et autres nouvelles inédites, suivi d'« Aux sources de la Recherche du temps perdu » par Luc Fraisse, Paris, Éditions de Fallois, 2019  (ISBN 1032102292)
- Les Soixante-Quinze Feuillets et autres manuscrits inédits, édition établie par Nathalie Mauriac Dyer, préface de Jean-Yves Tadié, Gallimard, 2021

### À la recherche du temps perdu

#### Éditions originales

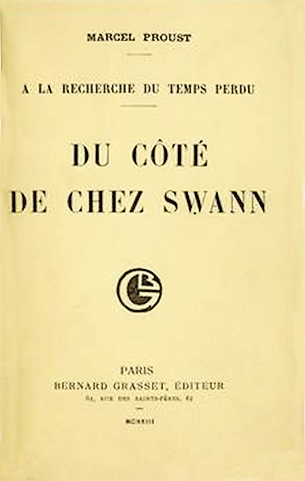
À la recherche du temps perdu, édition 1913 aux éditions Bernard Grasset à compte d'auteur. En 1917, Proust passe chez Gallimard.

- Du côté de chez Swann, Grasset, 1913
  - Partie 1 : Combray
  - Partie 2 : Un amour de Swann
  - Partie 3 : Noms de pays : le nom
- À l'ombre des jeunes filles en fleurs, NRF, 1918, prix Goncourt, 1919.
  - Partie 1 : Autour de Mme Swann
  - Partie 2 : Noms de pays : le pays
- Le Côté de Guermantes I et II, NRF, 1921-1922
- Sodome et Gomorrhe I et II, NRF, 1922-1923
- La Prisonnière, NRF, 1923
- Albertine disparue (La Fugitive), 1925
- Le Temps retrouvé, NRF, 1927

#### Éditions diverses
- À la recherche du temps perdu : L'essentiel lu par Daniel Mesguich aux éditions Frémeaux & Associés
  - Du côté de chez Swann Vol.1 - Coffret 4 CD
  - À l'ombre des jeunes filles en fleurs Vol. 2 - Coffret 4 CD
  - Le Côté de Guermantes Vol. 3 - Coffret 4 CD
  - Sodome et Gomorrhe Vol. 4 - Coffret 4 CD

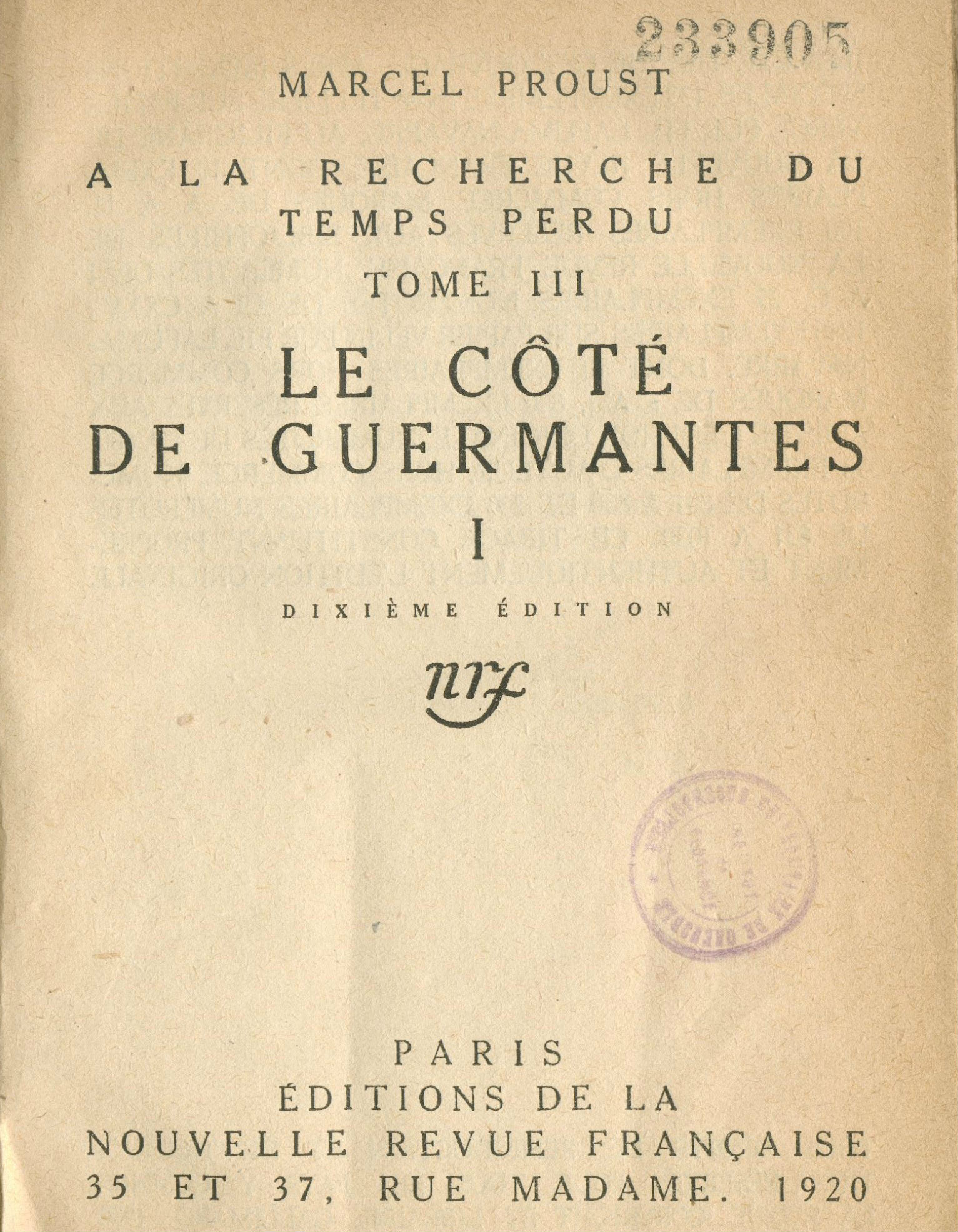
Le Côté de Guermantes I, édition originale, NRF, 1920.

- Gallimard : Les quatre versions chez Gallimard utilisent toutes le même texte :
  - Pléiade : édition en 4 volumes, avec notes et variantes
  - Folio : édition en 7 volumes, poche
  - Collection blanche : édition en 7 volumes, grand format
  - Quarto : édition en 1 volume, grand format
- Garnier-Flammarion : édition en 10 volumes, poche
- Livre de Poche : édition en 7 volumes, poche
- Bouquins, Robert Laffont : édition en 3 volumes, grand format
- Omnibus, Presses de la Cité : édition en 2 volumes, grand format
- Intégrale, lue par André Dussollier, Guillaume Gallienne, Michael Lonsdale, Denis Podalydès, Robin Renucci et Lambert Wilson aux éditions Thélème
- Texte intégral de l'édition Gallimard de 1946-1947[80]
- Le manuscrit retrouvé d'À la recherche du temps perdu, Éditions des Saints Pères, 2016[81]

### Correspondance
- Plusieurs volumes posthumes, publiés à partir de 1926.
- Robert de Billy, Marcel Proust, Lettres et conversations, Paris, Éditions des Portiques, 1930.
- Une première édition en 6 tomes (classée par correspondants), publiée par Robert Proust et Paul Brach : Correspondance générale (1930-1936).
- Une grande édition de référence en 21 tomes, où les lettres des volumes précédents sont reprises, augmentées, dotées d'une annotation universitaire et classées chronologiquement par Philip Kolb : Correspondance, Paris, Plon, 1971-1993.
- Une édition anthologique de l'édition de Philip Kolb, corrigée et présentée par Françoise Leriche, avec de nouvelles lettres inédites : Marcel Proust, Lettres, Paris, Plon, 2004.
- Lettres à sa voisine, édition d'Estelle Gaudry et Jean-Yves Tadié, avant-propos de Jean-Yves Tadié, Paris, Gallimard, 2013.
- M. Proust - R. de Montesquiou. Correspondance, préface de Mathilde Bertrand, Paris, éditions Rivages, coll. « Rivages Poche Petite Bibliothèque », 2019.
- Corr-Proust, édition numérique de la correspondance de Marcel Proust. Depuis 2018, des lettres de Proust et à Proust sont éditées progressivement et sont accompagnées de notes de spécialistes[82].

#### Correspondance financière de Marcel Proust
En 2022, la Société des Hôtels Littéraires a mis au jour des manuscrits des correspondances de Marcel Proust relatives à des placements financiers. Cela comprend des lettres de Lionel Hauser à Proust, celles de Proust à son ami et banquier Horace Finaly, de même que des lettres à contenu boursier destinées au marquis d’Albufera, à Henry Bernstein ou à Albert Nahmias. Une lettre inédite de Marcel Proust à Albert Le Cuziat fait état de conseils de la part de Marcel Proust quant à l'investissement dans la création d'une maison close pour garçons, milieu que fréquentait assidument Marcel Proust 

### Anthologies
Ainsi parlait Marcel Proust, dits et maximes de vie choisis et présentés par Gérard Pfister, Éditions Arfuyen, 2021  (ISBN 978-2-845-90305-0).

## Adaptations

### Cinéma et télévision
- 1981 : Céleste réalisé par Percy Adlon, d'après le livre de Céleste Albaret
- 1984 : Un amour de Swann réalisé par Volker Schlöndorff
- 1995 : L'Affaire Dreyfus réalisé par Yves Boisset : Proust est joué par Mathieu Demy
- 1998 : Le Temps retrouvé réalisé par Raoul Ruiz
- 2000 : La Captive réalisé par Chantal Akerman, librement inspiré de La Prisonnière
- 2005 : Ici et là, court métrage réalisé par Maia Thiriet, librement inspiré d'Albertine disparue
- 2011 : À la recherche du temps perdu, téléfilm en deux parties réalisé par Nina Companeez (diffusé sur France 2 en février 2011)

### Ballet
- Proust, ou les Intermittences du cœur, chorégraphe Roland Petit, sur des musiques de Ludwig von Beethoven, Claude Debussy, Gabriel Fauré, César Franck, Reynaldo Hahn, Camille Saint-Saëns et Richard Wagner (1974)

### Divers
- Suso Cecchi D'Amico et Luchino Visconti : À la recherche du temps perdu, scénario d'après Marcel Proust, Persona, 1984
- Harold Pinter : Le Scénario Proust : À la recherche du temps perdu, avec la collaboration de Joseph Losey et Barbara Bray, traduction de l'anglais par Jean Pavans, scénario d'après Marcel Proust, Gallimard, Paris, 2003
- Stéphane Heuet : À la recherche du temps perdu, bande dessinée d'après Marcel Proust, 8 vol. parus et 2 intégrales, Delcourt, Paris, 1998-2022
- Alberto Lombardo, L'Air de rien, adaptation théâtrale de À la recherche du temps perdu sur la relation Albertine-Marcel, 1988
- À la recherche du temps perdu, version manga, traduit du japonais par Julien Lefebvre-Paquet, Soleil Manga, 2011  (ISBN 2-302-01879-6)
- Article de Marc Cholodenko, « Proust : ici naquit sa "Recherche" », relatif à Illiers-Combray, Maison et Jardin n° 301, mars 1984, pp. 188 à 121, ill. d'images inédites par François-Xavier Bouchart
- Collectif d'auteurs, Lire (revue), Hors-Série no. 25, mai-juin 2019, 98 pages, Marcel Proust - 100 ans après son prix Goncourt.
- Lionel Dupuy, Une lecture géographique de Marcel Proust
- Véronique Aubouy, « Tentative de résumer "La recherche du temps perdu" en une heure », performance bimensuelle à la Maison de la Poésie depuis 2017.

#### Ouvrages généraux

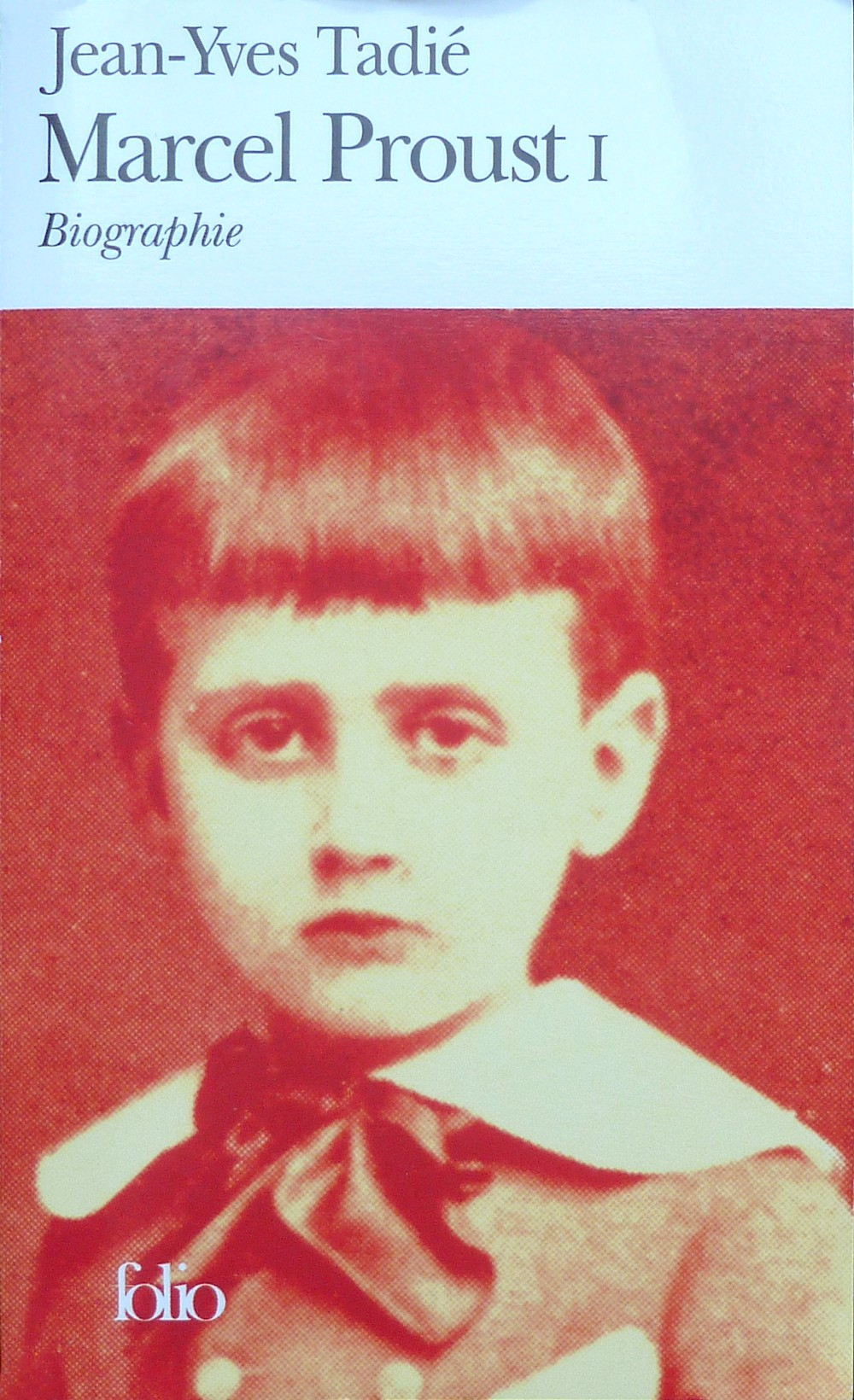
Marcel Proust, biographie de Jean-Yves Tadié, 2011.

#### Ouvrages iconographiques

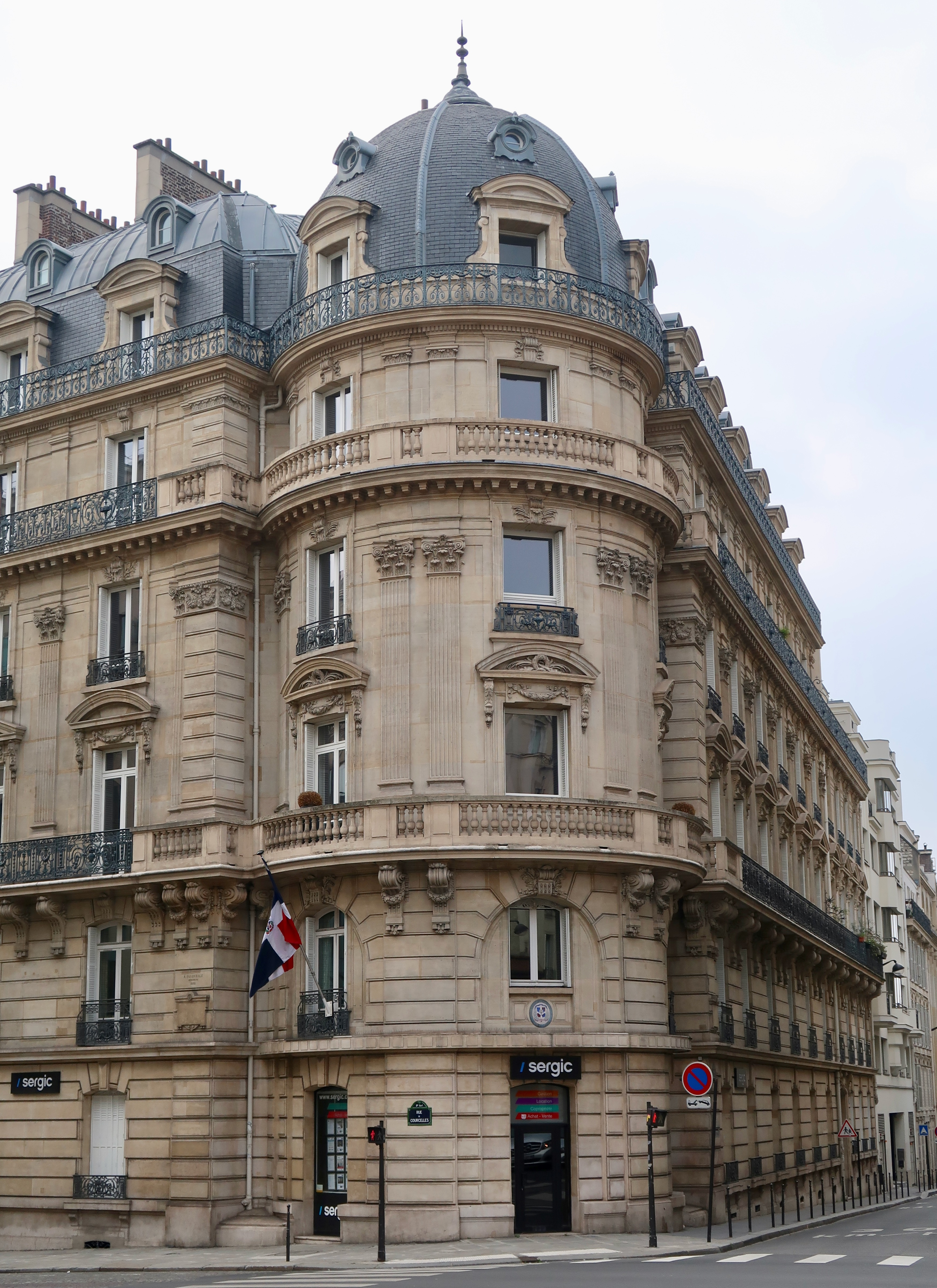
Immeuble du 45, rue de Courcelles à Paris où vécut Marcel Proust, jusqu'en décembre 1906, au 2e étage (balcon de pierre).